# 関俊彦
関 俊彦（せき としひこ、1962年6月11日 - ）は、日本の声優、舞台俳優、歌手。宮城県仙台市生まれ、栃木県真岡市出身。81プロデュース所属。

## 略歴
栃木県立真岡高等学校、駒澤大学経済学部卒業。

### 役者になるまで
姉が劇団四季のファンで、実家の栃木から新幹線で2時間ほどかけて東京へよく舞台公演を見に行っていたことや、部屋にポスターなどが飾られていたことなどから役者に興味を持つ。また、関自身も野沢那智と白石冬美がラジオパーソナリティを務めたTBSラジオ番組『ナッチャコパック』の投稿リスナーであり、送ったハガキを読んで貰えたこともあったという。高校生のころに、ラジオ番組内で野沢が主宰する劇団薔薇座の芝居の宣伝を聞き、役者を募集している劇団があることを知る。
中学・高校の6年間は剣道に打ち込んだが、大学に進学したら剣道とは違うことをやろうと決意。『ぴあ』を読んでいたところ、その中に前進座の女優である川路夏子率いるグループ・カオスの研究生募集の記事が載っているのを見て「マンツーマンで指導する」というキャッチフレーズに惹かれて、大学入学と同時に応募する。ただ、そのころはまだプロになろうという気はなく、興味半分でどんなものかというのを見に行く感じだったという。大学にも演劇研究会はあったが、どうせものを習うんだったら本格的にやりたかったという理由からグループ・カオスを選び入所する。

### キャリア

#### 俳優として
芝居を始めた時は、それがお金になるとは考えていなかったという。小劇場で年に2回くらい公演をしたりしているうちに芝居が好きになり、芝居の講師が81プロデュースの社長と知り合いだったこともあり、その講師のツテで大学3年生の時、81プロデュースの預かり所属になる。その時は社長に「舞台でお芝居をしていきます」と話して、小劇場に立つ。当初から川路に「声の仕事は好きじゃないんです」と言っていたことから81プロデュースの所属時も川路は「この子は声の仕事はやりたくないって言っていますから」と言っていた。映像などで伸びていく事務所という触れ込みだったことから所属しており、所属したばかり頃は81プロデュースが関わっていたNHKの歴史番組『おしゃべり人物伝』にサムライAなどで出演していた。その頃はお金をもらうという感覚が全然わからず、セリフを言ってお金になることは想像できなかった。「ただ舞台をやっていきたい」ということしか考えておらず、舞台に立つことが魅力だったことから当初、「声の仕事はやりたくないな」と思ったという。
中尾隆聖と共に主催する劇団「ドラマティック・カンパニー」での舞台出演多数。また同若手公演では演出も担当している。小学館が主催する親子向けの絵本読み聞かせコンサート『おはなし玉手箱』では、小林優子らと共に毎年数箇所の会場で絵本の朗読を行っている。81プロデュース付属養成所大阪校やドラマティック・カンパニーにて、後進の育成・指導にもあたる。ドラマティック・カンパニーは中尾の高齢により、メンバーとも相談した結果、2022年をもって解散した。

#### 声優として
次第に事務所の事業の中では、声優の占める割合が高くなったことで、声優としての活動を始める。大学在学中の1983年にラジオドラマでデビュー。声の仕事で、初めてお金をもらった時は、セリフを喋って、「なんでお金がもらえるの」、「え〜っ、何、これ。お金もらっちゃっていいの」と戸惑っていたという。その時にたくさんお金が入るようになり、「ああ、これで食べていくことができるんだ」と思い始めた。声優デビュー後、色々な役者に会えること、「こんなセリフ回しあるのか」、「こんな役者いるんだ」、「今度この人の芝居観に行こう」といい意味で刺激になったことから嫌ではなくなった。アニメでのデビューは同年放送のテレビアニメ『太陽の子エステバン』の兵士。それに出演していた当時野沢雅子と共演しており、その時は声を出そうと思っても全然合わず、それで後ろに立ってもらった野沢から「私がポンとやったらしゃべりなさい」と言われたという。OVA『学園特捜ヒカルオン』（1987年）で初主役を務め、そして同年に『赤い光弾ジリオン』でテレビアニメで初主演を飾ったことを契機に知名度を上げ、主人公やメインキャラクターを数多く演じるようになった。
特撮ドラマ『仮面ライダー電王』シリーズでは主人公の相棒的存在であるモモタロスの声を担当しており、自身が歌唱を務めた主題歌「Climax Jump DEN-LINER form」はオリコンで第2位にランクインし、その功績が認められ『電王』の共演者と共に声優アワードでシナジー賞を受賞。

#### その他
1991年には日髙のり子・山寺宏一と共にユニット・バナナフリッターズを結成し、ラジオ、CDリリース、舞台などで活動した。ユニットは1995年に活動を停止したが2016年に活動を再開した。

### 現在まで
2012年1月8日にとちぎ未来大使に就任。
2021年2月16日、第15回声優アワードにて富山敬賞を受賞。
2024年、山寺宏一、梶裕貴ら他の有名声優26名と共同で生成AIへの音声無断利用に反対する『NOMORE 無断生成AI』に参加する。
2025年、第19回声優アワードにて主演声優賞を受賞。

## 人物・特色
音域はG - F。
声優としては、アニメ、外画、テレビなどで活躍している。
二枚目キャラクター、悪役、荒々しい役まで幅広く演じている。
趣味・特技は剣道二段、ギター。
雄の猫を飼っており、名前は「タンゴ」。
好きな作品は『進撃の巨人』を挙げており、全シリーズ欠かさず観ている。
NHKの小学3年生向け音楽教育番組『ふえはうたう』では、1989年度から1996年度の8年間にわたっておにいさん役として出演。「としくん」の愛称で人気を集めた。リコーダー奏者の吉沢実、村上雅美らと共にリコーダーの演奏や童謡の歌唱などを披露している。番組に関して放送当時から自身のラジオや出演作品などで話題にされることも多かったが、終了後もたびたび話題に上ることがある。『週刊レディオSEED DESTINY』などのラジオ番組内や、『バナナフリッターズ』のライブでも実際にリコーダーを演奏してみせている。
可愛がってもらった人物に『忍たま乱太郎』で共演した大塚周夫を挙げており、収録の休憩時間に「演じる時に自分のうまさを見せつけてやろうとしては自分の喜怒哀楽を表現するだけで終わってしまう。必要なのは役の匂いを感じ取りそれを表現すること、些細な仕草も重要だし役が喋っていないところでどうしているかにまで心を砕くのが役者」なのだと言われたといい、役作りの本当の面白さはそういうところにあるんだと言われたことは心に刻んでいるという。
野島健児は将来こうなりたいな、と思う先輩に関をあげている。「ご自分の世界をきちんと持っていらっしゃるし、感情的にどこか僕自身に近いと思える部分もある」「役者としての実力はもちろん、言葉の選び方であったり美しい立ち居振る舞い、所作、そういうところにも共感します。僕の目標です」と語っている。
私生活では1989年12月10日に結婚しており、娘がいる。

## 出演
太字はメインキャラクター。

### テレビアニメ
1983年
- 太陽の子エステバン（兵士A）

1985年
- タッチ（藤本、中嶋、医者 他）
- 魔法のスターマジカルエミ（客）

1986年
- 愛少女ポリアンナ物語（ジョン・フィティア〈青年時代〉）
- あんみつ姫（チマキ、元瓦版屋、ストロベリィ中尉）
- 忍者戦士飛影（兵士 他）

1987年
- 愛の若草物語（ジョン・マーティー）
- 赤い光弾ジリオン（JJ）
- 陽あたり良好!（リーゼント）

1988年
- ウルトラB（ウルトラ仮面、旦那）
- F-エフ（赤木軍馬）
- 美味しんぼ（1988年 - 1989年、「大しげ」主人、社員B、男B、岡星良三 他）
- シティーハンター2（部下A、孝夫、一也、男C）
- 聖闘士星矢（フェンリル）
- トッポ・ジージョ（トニオ）
- のらくろクン（ライ太、金次郎）

1989年
- エスパー魔美（守 他）
- 機動警察パトレイバー（農業青年）
- 獣神ライガー（村川）
- それいけ!アンパンマン（1989年 - 2024年、ポン太、カルイシマン、アイスキャンディーマン〈初代〉、かざぐるまん〈初代〉、トースターマン、ぎゅうどんまん、ちゅうかどんまん〈初代〉、カマンベールくん）
- ダッシュ!四駆郎（南進駆郎）
- 天空戦記シュラト（1989年 - 1990年、修羅王シュラト / 日高秋亜人）
- パラソルヘンべえ（カタブツ）
- 魔動王グランゾート（ハリバッカー）
- YAWARA!（1989年 - 1996年、松田耕作、英治、大作） - 1シリーズ + 特別編
- らんま1/2 熱闘編（ムース / ムームー）

1990年
- アイドル天使ようこそようこ（速水亮）
- からくり剣豪伝ムサシロード（ダイスケ）
- 昆虫物語 みなしごハッチ（ジロー）
- ふしぎの海のナディア（フェイト）
- 魔神英雄伝ワタル2（1990年 - 1991年、ツッパリー、ニキサク、ゴーキントン）
- 魔法のエンジェルスイートミント（ニッキー・マーブル）
- ロビンフッドの大冒険（1990年 - 1992年、ギルバート）
- 笑ゥせぇるすまん（1990年 - 1992年、尾崎真蔵、手持房太）

1991年
- おちゃめなふたご クレア学院物語（メリアグラーンス）
- おばけのホーリー（解説の関さん）
- 新世紀GPXサイバーフォーミュラ（ブリード加賀）
- 炎の闘球児 ドッジ弾平（1991年 - 1992年、二階堂大河）
- 三つ目がとおる（ミソノタルオ）

1992年
- お〜い!竜馬（坂本竜馬〈青年期〉）
- チロリン村物語（ケロケロ先生、サツマイモ詩人）
- ファンタジーアドベンチャー 長靴をはいた猫の冒険（クリストファー）
- 魔法のプリンセス ミンキーモモ（アベル・ウォーカー）

1993年
- 蒼き伝説シュート!（氷室明彦）
- 海がきこえる（松野豊）
- 剣勇伝説YAIBA（天草四郎）
- 忍たま乱太郎（1993年 - 2025年、土井半助〈土井先生〉、漁師、おじいさん、ドクタケ忍者）
- ポコニャン（三浦、ミーナ）
- 無責任艦長タイラー（ル・バラバ・ドム）

1994年
- おまかせスクラッパーズ（宇田健一郎）
- ゴールFH（寺林翔太郎）
- サッカーフィーバー
- ドラえもん（テレビ朝日版第1期）（浪人）
- 覇王大系リューナイト（1994年 - 1995年、ヒッテル）
- 魔法陣グルグル（神官、タテジワネズミ）
- モンタナ・ジョーンズ（ハミード）

1995年
- あずきちゃん（隆三）
- アニメ世界の童話（ダルタニアン）
- 新機動戦記ガンダムW（デュオ・マックスウェル）
- 新世紀エヴァンゲリオン（アスカの父）
- ストリートファイターII V（スーン）
- NINKU -忍空-（守）
- バイカーマイス（スロットル）

1996年
- 愛天使伝説ウェディングピーチ（タン魔）
- 快傑ゾロ（ドン・ディエゴ・ベガ / ゾロ）
- B'T-X（クアトロ）
- 超者ライディーン（アバドン）

1997年
- 吸血姫美夕（巡礼の父親、高島泰寛）
- CLAMP学園探偵団（イツキの恋人）
- スプーンひめのスイングキッチン（カップくん、フォーク王子、プレート王さま 他）
- 逮捕しちゃうぞ（1997年 - 2008年、鹿塚時雄、監督） - 2シリーズ
- BURN-UP EXCESS（ハリー）
- はいぱーぽりす（千倉朔之進）
- 白鯨伝説（デュウ）
- HARELUYA II BØY（アザミ、邪魅羅のヘッド）
- HAUNTEDじゃんくしょん（遥都の父）
- 名探偵コナン（1997年 - 2006年、春日輝彦、大神敬晴、大和田誠、冬城幻陽）

1998年
- おてんばソフィー（ポール）
- サイレントメビウス（ゲンヴァラ）
- 星方武侠アウトロースター（フレッド・ロウ、アーク・マナフ）
- トライガン（レガート・ブルーサマーズ）
- Night Walker -真夜中の探偵-（ベイド）
- 虹の戦記イリス（パロ）
- パニポニ（ガゴンメ、ロードン）
- Bビーダマン爆外伝（1998年 - 2000年、くろボン / なぞのアーマー） - 2シリーズ

1999年
- アレクサンダー戦記（アレクサンダー）
- Petshop of Horrors（D伯爵）

2000年
- 機巧奇傳ヒヲウ戦記（喜三郎）
- 人形草紙あやつり左近（沼田満）
- キョロちゃん（テンガン）
- 金田一少年の事件簿（那国直人 / 遠藤由明）
- クレヨンしんちゃん（おとり捜査官C、モモタロス / 仮面ライダー電王ソードフォーム）
- 最遊記シリーズ（2000年 - 2022年、玄奘三蔵、金蟬童子） - 5シリーズ
- 週刊ストーリーランド（2000年 - 2001年、長谷川史郎、田辺マサル、松島ケンジ）
- ファーブル先生は名探偵（ファーブル）
- 闇の末裔（亘理温）

2001年
- The Soul Taker 〜魂狩〜（ドクトル凶也）
- Z.O.E Dolores, i（ニコライ〈ヤン〉）
- ノワール（ミロシュ）
- FF：U 〜ファイナルファンタジー:アンリミテッド〜（シド）
- フルーツバスケット（紅葉の父）
- RAVE（シュダ）

2002年
- アソボット戦記五九（ペガサスナイト）
- Weiß kreuz Glühen（ナイト / 本庄優士）
- 機動戦士ガンダムSEED（ラウ・ル・クルーゼ、ジョージ・アルスター）
- キディ・グレイド（フランツ）
- サイボーグ009 THE CYBORG SOLDIER（光の人）
- SAMURAI DEEPER KYO（紅虎）
- シャーマンキング（ハルーン）
- とっとこハム太郎（コックさん）
- NARUTO -ナルト-（うみのイルカ、ナレーション）
- 爆闘宣言ダイガンダー（カーン）
- ぷちぷり*ユーシィ（ニコレイ）
- ポケットモンスター（ケン）
- 炎の蜃気楼（仰木高耶〈上杉景虎〉）
- ラーゼフォン（一色真）

2003年
- 犬夜叉（蛾羅丸）
- 京極夏彦 巷説百物語（山岡百介）
- 金色のガッシュベル!!（アポロ）
- 獣兵衛忍風帖 龍宝玉篇（愛染）
- 鋼の錬金術師（ベルシオ）
- 冒険遊記プラスターワールド（ウォリアム）

2004年
- アガサ・クリスティーの名探偵ポワロとマープル（ジョージ・ロリマー）
- 機動戦士ガンダムSEED DESTINY（レイ・ザ・バレル、ラウ・ル・クルーゼ）
- 吟遊黙示録マイネリーベ（2004年 - 2006年、ルードヴィッヒ） - 2シリーズ
- サムライチャンプルー（若山鼠）
- 探偵学園Q（連城暁）
- BLEACH（2004年 - 2008年、志波海燕、アーロニーロ・アルルエリ）
- ポケットモンスター アドバンスジェネレーション（ケン）
- 舞-HiME（神崎黎人）
- みらくる! ぱんぞう（バスキー、ナレーション 他）
- 妄想代理人（馬庭光弘）

2005年
- あかほり外道アワーらぶげ（関俊彦）
- ガラスの仮面（東京ムービー版）（仏師海慶 / 山本清二）
- ブラック・ジャック（殺し屋、人面瘡の男）
- 舞-乙HiME（ラド）
- まじめにふまじめ かいけつゾロリ（ガットーネ）
- MÄR-メルヘヴン-（ダンナ / 仮面の男）

2006年
- 恋する天使アンジェリーク シリーズ（2006年 - 2007年、地の守護聖ルヴァ） - 2シリーズ
- 少年陰陽師（藤原行成）
- スパイダーライダーズ 〜オラクルの勇者たち〜（2006年 - 2007年、バグース） - 2シリーズ
- ひぐらしのなく頃に（2006年 - 2007年、入江京介） - 2シリーズ

2007年
- 怪物王女（検事）
- 風の少女エミリー（ディーン）
- ケロロ軍曹（2007年 - 2010年、ウレレ、ラジオのアナウンサー、レイジ）
- 彩雲国物語 第2シリーズ（縹璃桜）
- ながされて藍蘭島（紅夜叉、清正）
- NARUTO -ナルト- 疾風伝（うみのイルカ）

2008年
- GUNSLINGER GIRL -IL TEATRINO-（ニノ）
- スケアクロウマン（ストライプ）
- セキレイ（2008年 - 2010年、御中広人） - 2シリーズ
- 北斗の拳 ラオウ外伝 天の覇王（サウザー）
- とある魔術の禁書目録（2008年 - 2019年、アレイスター＝クロウリー） - 3シリーズ
- のらみみ2（チェルシー）
- 無限の住人（宗理）
- 遊☆戯☆王5D's（フランク）

2009年
- 銀魂（神山）
- クッキンアイドル アイ!マイ!まいん!（パパおさむ）
- ゴルゴ13（ロン）
- 蒼天航路（張角）
- ドラえもん（テレビ朝日版第2期）（モモエの兄）
- ONE PIECE（鉄仮面のデュバル）

2010年
- 刀語（真庭海亀）
- 心霊探偵 八雲（斉藤一心）

2011年
- へうげもの（石田三成）

2012年
- ギルティクラウン（桜満黒周、ナレーション〈軌跡：reassortment〉）
- スマイルプリキュア!（星空博司）
- NARUTO -ナルト- SD ロック・リーの青春フルパワー忍伝（うみのイルカ）
- HUNTER×HUNTER（第2作）（ウイング）
- プリティーリズム・オーロラドリーム（ピエトロ）

2013年
- 宇宙戦艦ヤマト2199（伊東真也） - 2012年劇場先行公開
- 革命機ヴァルヴレイヴ（時縞ソウイチ、ナレーション）
- キルラキル（鮮血）
- ぎんぎつね（冴木達夫）
- プリティーリズム・レインボーライブ（氷室聖）

2014年
- うーさーのその日暮らし 覚醒編（神衣・鮮血）
- 俺、ツインテールになります。（フォクスギルティ）
- ガールフレンド（仮）（心実・父）
- クロスアンジュ 天使と竜の輪舞（エンブリヲ）
- スペース☆ダンディ（検察官）

2015年
- 戦姫絶唱シンフォギア シリーズ（2015年 - 2019年、立花洸） - 2シリーズ

2016年
- カードファイト!! ヴァンガードG シリーズ（半田ケンスケ） - 2シリーズ
- 忍たま乱太郎の宇宙大冒険 with コズミックフロント☆NEXT（2016年 - 2020年、土井半助）
- フューチャーカード バディファイトDDD（J・ジェネシス）
- モブサイコ100（2016年 - 2022年、郷田武蔵、剣崎、海老原モリ蔵） - 3シリーズ

2017年
- 昭和元禄落語心中 -助六再び篇-（樋口栄助）
- 笑ゥせぇるすまんNEW（木原志佐雄）
- アトム ザ・ビギニング（依頼主）
- BORUTO-ボルト- NARUTO NEXT GENERATIONS（2017年 - 、うみのイルカ）
- THE REFLECTION（マイケル・ホーデン）
- 妖怪アパートの幽雅な日常（千晶直巳）
- 血界戦線 & BEYOND（Dr.ガミモヅ）

2018年
- りゅうおうのおしごと!（清滝鋼介）
- 伊藤潤二『コレクション』（俊夫）
- Caligula -カリギュラ-（カウンセラー、デビルマンモー）
- TO BE HEROINE（服部半蔵 / 中国のマフラー）
- ゴールデンカムイ（辺見和雄）
- すのはら荘の管理人さん（八百屋さん）
- 蒼天の拳 REGENESIS（ファン・デル・コール）
- 逆転裁判 〜その「真実」、異議あり!〜（星威岳哀牙）
- 聖闘士星矢 セインティア翔（2018年 - 2019年、蠍座のミロ）

2019年
- ポプテピピック TVスペシャル 白虎ver.（ポプ子〈第14話Bパート〉）
- KING OF PRISM -Shiny Seven Stars-（氷室聖）
- さらざんまい（由利鴎）
- 鬼滅の刃（2019年 - 2024年、鬼舞辻無惨） - 4シリーズ
- けだまのゴンじろー（バッキー・モー）
- うちの娘の為ならば、俺はもしかしたら魔王も倒せるかもしれない。（ランドルフ）
- スター☆トゥインクルプリキュア（2019年 - 2020年、トト）

2020年
- プランダラ（シュメルマン）
- キミと僕の最後の戦場、あるいは世界が始まる聖戦（2020年 - 2025年、サリンジャー） - 2シリーズ
- ひぐらしのなく頃に業（2020年 - 2021年、入江京介） - 2シリーズ

2021年
- 七つの大罪 憤怒の審判（原初の魔神）
- 装甲娘戦機（坂田）
- 進化の実〜知らないうちに勝ち組人生〜（2021年 - 2023年、神、天の声） - 2シリーズ
- ビルディバイド（2021年 - 2022年、樋熊万里生、青年） - 2シリーズ
- 吸血鬼すぐ死ぬ（2021年 - 2023年、ナギリ） - 2シリーズ

2022年
- デジモンゴーストゲーム（アシュラモン祝福）
- 農民関連のスキルばっか上げてたら何故か強くなった。（聖獣ミラージュ）

2023年
- HIGH CARD（2023年 - 2024年、ノーマン・キングスタット） - 2シリーズ
- るろうに剣心 -明治剣客浪漫譚- (2023)（2023年 - 2025年、ナレーション） - 2シリーズ
- 悲劇の元凶となる最強外道ラスボス女王は民の為に尽くします。（クラーク・ダーウィン）
- 七つの魔剣が支配する（セオドール＝マクファーレン）
- 逃走中 グレートミッション（ドラキュラ）

2024年
- マッシュル-MASHLE- 神覚者候補選抜試験編（アダム・ジョブズ）
- 魔王学院の不適合者 II 〜史上最強の魔王の始祖、転生して子孫たちの学校へ通う〜（アヒデ・アロボ・アガーツェ）
- 俺は全てを【パリイ】する 〜逆勘違いの世界最強は冒険者になりたい〜（カルー）
- ブルーロック VS. U-20 JAPAN（法一正次）
- 凍牌〜裏レート麻雀闘牌録〜（2024年 - 2025年、関ひではる）
- さようなら竜生、こんにちは人生（デオ）

2025年
- トリリオンゲーム（蛇島透）
- 魔神創造伝ワタル（Mr.ライアー）
- この会社に好きな人がいます（牧師）
- 鬼人幻燈抄（畠山泰秀）
- New PANTY & STOCKING with GARTERBELT（ラミー）

### 劇場アニメ
1986年
- タッチ（1986年 - 1987年、榊、中島） - 2作品
- 天空の城ラピュタ

1987年
- バリバリ伝説

1990年
- 愛と剣のキャメロット まんが家マリナ タイムスリップ事件（美女丸）
- 殺人切符はハート色（美空宙太）

1991年
- 月光のピアス ユメミと銀のバラ騎士団（高天宏）
- らんま1/2 中国寝崑崙大決戦! 掟やぶりの激闘篇!!（ムース）

1992年
- 風の大陸（ティーエ）
- YAWARA! それゆけ腰ぬけキッズ!!（松田耕作）
- らんま1/2 決戦桃幻郷! 花嫁を奪りもどせ!!（ムース）

1993年
- 獣兵衛忍風帖（百合丸）

1994年
- 邦ちゃんの一家ランラン（正太郎）
- ドラミちゃん 青いストローハット（クロウ）

1995年
- はじまりの冒険者たち レジェンド・オブ・クリスタニア（ナーセル）

1996年
- X -エックス-（浅黄笙悟）
- 映画 忍たま乱太郎（土井半助）
- ハーメルンのバイオリン弾き（ライエル）

1997年
- 爆走兄弟レッツ&ゴー!!WGP 暴走ミニ四駆大追跡!（デドゥルート）

1998年
- 新機動戦記ガンダムW Endless Waltz 特別篇（デュオ・マックスウェル）

2000年
- アレクサンダー戦記 劇場版（アレクサンダー）

2001年
- 劇場版 幻想魔伝 最遊記 Requiem 選ばれざる者への鎮魂歌（玄奘三蔵）
- バンパイアハンターD（グローブ）

2003年
- ラーゼフォン 多元変奏曲（一色真）

2004年
- 劇場版 NARUTO -ナルト- 木ノ葉の里の大うん動会（うみのイルカ）

2005年
- 嘉兵衛の海（高田屋嘉兵衛）

2011年
- 劇場版アニメ 忍たま乱太郎 忍術学園 全員出動!の段（土井先生）
- 名探偵コナン 沈黙の15分（氷川尚吾）

2012年
- ROAD TO NINJA -NARUTO THE MOVIE-（うみのイルカ）

2013年
- 劇場版 とある魔術の禁書目録 -エンデュミオンの奇蹟-（アレイスター＝クロウリー）
- 劇場版 HUNTER×HUNTER -The LAST MISSION-（ウイング）

2014年
- スポチャン対決! 〜妖怪大決戦〜（櫻坂先生）
- THE LAST -NARUTO THE MOVIE-（うみのイルカ）

2016年
- KING OF PRISMシリーズ（2016年 - 2025年、氷室聖） - 4作品

2018年
- 劇場版 マジンガーZ / INFINITY（剣鉄也）

2021年
- 僕のヒーローアカデミア THE MOVIE ワールド ヒーローズ ミッション（エディ・ソウル）

2023年
- ブラッククローバー 魔法帝の剣（コンラート・レト）
- 鬼太郎誕生 ゲゲゲの謎（鬼太郎の父）

2024年
- 劇場版 忍たま乱太郎 ドクタケ忍者隊最強の軍師（土井半助 / 天鬼）

2025年
- 劇場版 鬼滅の刃 無限城編 第一章 猗窩座再来（鬼舞辻󠄀無惨）

### OVA
1986年
- Call Me トゥナイト（早田）

1987年
- 学園特捜ヒカルオン（四方堂光、ヒカルオン）
- ザ・サムライ（血祭武士）
- TO-Y（ショージ）

1988年
- 赤い光弾ジリオン 歌姫夜曲（JJ）
- 学園便利屋シリーズ アンティークハート（本田高広）
- 風を抜け!（島崎竜一）
- 機甲猟兵メロウリンク（セプレス、ボーイ）
- 孔雀王（孔雀）
- 県立海空高校野球部員山下たろーくん（田中）
- 日本のおばけ話「きもだめしのばん」（吉三）
- 秘伝忍法帳 白獅子五番勝負 五重島の戦い（ナレーター）
- バルテュス ティアの輝き（ユード）
- 冥王計画ゼオライマー（秋津マサト〈木原マサキ〉）
- 竜世紀（カーマイン〈幼年期〉）

1989年
- 海の闇、月の影（当麻克之）
- エンゼルコップ（タチハラ）
- 華星夜曲（内田純一朗）
- シンデレラ・エクスプレス（裕二）
- 朱鷺色怪魔（雷真理）
- ビートショット!!（花祭明彦）
- 風魔の小次郎（麗羅）
- 星猫フルハウス（矢追星太郎）
- 魔狩人 デーモンハンター（黒鉄生）
- 魔龍戦紀（錦繍）
- ヤンキー烈風隊（森田石松）

1990年
- ガッデム（ハンス）
- THE八犬伝（犬塚信乃）
- B・B（加藤稔）
- 変幻退魔夜行 カルラ舞う! -仙台小芥子怨歌-（神宮寺）
- 魔動王グランゾート 最後のマジカル大戦（グルンワルド）
- 緑山高校 甲子園編（白石守）
- ミルキィパッション 道玄坂・愛の城（大月）
- 緑野原迷宮（今西弘樹）

1991年
- IZUMO（イズモ）
- 江口寿史の寿五郎ショウ（ピストン赤木、隊員）
- 硬派銀次郎（三井秀樹）
- ここはグリーン・ウッド（手塚忍）
- 天空戦記シュラト 創世への暗闘（修羅王シュラト / 日高秋亜人）
- DETONATORオーガン（ノック）
- 入院ボッキ物語 おだいじに!（山下誠一）
- 炎の転校生（滝沢昇）
- 有閑倶楽部（1991年 - 1992年、松竹梅魅録） - 2作品

1992年
- 間の楔（リキ）
- 紅いハヤテ（長瀬ジュン）
- 新世紀GPXサイバーフォーミュラ（1992年 - 1998年、ブリード加賀 / 加賀城太郎） - 4作品
- 創世機士ガイアース（ジェネラル）
- ダウンロード 南無阿弥陀仏は愛の詩（シド〈村田進之介〉）
- D-1 DEVASTATOR（谷田辺了）
- ねこひきのオルオラネ（ぼく）
- BASTARD!! -暗黒の破壊神-（1992年 - 1993年、カル＝ス）
- バビル2世（ニコラ）
- ハンサムな彼女（熊谷一哉）
- ぷりんせすARMY ウェディング★COMBAT（羽柴悠也）
- 三毛猫ホームズの幽霊城主（片山義太郎）

1993年
- キッスは瞳にして（蛭子直人）
- ジェノサイバー 虚界の魔獣（サコミズ）
- THE八犬伝 〜新章〜（犬塚信乃）
- ブラック・ジャック（梅谷時雄）
- ぼくの地球を守って（薬師丸未来路）
- 妖世紀水滸伝（須賀尊輝）
- らんま1/2（1993年 - 1995年、ムース） - 4作品

1994年
- 埼玉暴走最前線フラッグ!死にものぐるいの青春!!（山崎ノボル）
- 天使なんかじゃない（河野文太）
- なつきクライシス（氷室狂太郎）
- マーズ（大垣）
- 幽幻怪社（無鏡）
- ワイルド7（飛葉大陸）

1995年
- ウダウダやってるヒマはねェ!（天草銀）
- バイオ・ハンター（駒田）
- 無責任艦長タイラー（ル・バラバ・ドム）

1996年
- ウルトラマン超闘士激伝（闘士ウルトラセブン / フルアーマー闘士ウルトラセブン、ウルトラマンレオ / 闘士ウルトラマンレオ）
- 世紀末★ダーリン（トドロッキー）
- 特務戦隊シャインズマン（関秋人 / セルロ・セキト・パシェイド）
- 覇王大系リューナイト アデュー・レジェンド・ファイナル（ヒッテル）
- レジェンド・オブ・クリスタニア（ナーセル）

1997年
- 新機動戦記ガンダムW Endless Waltz（デュオ・マックスウェル）
- 世紀末麗魔伝キメイラ（ロン）
- B'T X NEO（クアトロ）
- ぶっとび!!CPU（マスター）
- マクロス ダイナマイト7（ロスチャー）
- 竜機伝承（レイン＝デューク＝フェアルード）

1998年
- 青の6号（野中勝馬）
- 銀河英雄伝説外伝 白銀の谷（フーゲンベルヒ）
- 支配者の黄昏 TWILIGHT OF THE DARK MASTER（紫擾津那美）

1999年
- ハーロック・サーガ ニーベルングの指環（台場正）

2000年
- アンジェリーク 〜白い翼のメモワール〜（地の守護聖ルヴァ）

2001年
- アンジェリーク トロワ（2001年 - 2005年、地の守護聖ルヴァ） - 3作品

2002年
- 聖闘士星矢 冥王ハーデス十二宮編 / 冥界編（2002年 - 2005年、ミロ） - 2作品
- .hack//Liminality（佐藤一郎）

2003年
- サンクチュアリ（田代怜二）

2004年
- 炎の蜃気楼〜みなぎわの反逆者〜（仰木高耶〈上杉景虎〉）

2007年
- 機動戦士ガンダムSEED&SEED DESTINY ファンディスク SEED SUPERNOVA ist（レイ・ザ・バレル）
- 最遊記RELOAD -burial-（玄奘三蔵）

2008年
- イマジンあにめ（モモタロス）
- 聖闘士星矢 冥王ハーデスエリシオン編（ミロ）
- .hack//G.U. TRILOGY
- やなせたかしメルヘン劇場 そっくりのくりのき（くりのき）

2009年
- 聖闘士星矢 THE LOST CANVAS 冥王神話（2009年 - 2011年、教皇セージ）
- DOGS/BULLETS&CARNAGE（牧師）
- ひぐらしのなく頃に（2009年 - 2013年、入江京介） - 3作品

2010年
- ONE PIECE FILM STRONG WORLD EPISODE:0（デュバル）
- らんま1/2 悪夢!春眠香（ムース）

2011年
- 最遊記外伝（金蝉童子）
- ブラック・ジャック FINAL（テビョン）

2013年
- 参乗合体 トランスフォーマーGo!（ゲキソウマル）

2014年
- WILD ADAPTER（鵠）

2015年
- 機動戦士ガンダム THE ORIGIN（2015年 - 2016年、シャア・アズナブル〈本人〉） - 2019年に再編集作品『THE ORIGIN 前夜 赤い彗星』テレビ放送

2019年
- ゴールデンカムイ（辺見和雄）※コミックス第17巻アニメDVD同梱版

2020年
- 本好きの下剋上 司書になるためには手段を選んでいられません（ユストクス）

### Webアニメ
2015年
- 聖闘士星矢 黄金魂 -soul of gold-（ミロ）
- ニンジャスレイヤー フロムアニメイシヨン（フォレスト・サワタリ）

2017年
- ガンダムビルドファイターズ バトローグ（シャア・アズナブル）

2018年
- ソードガイ The Animation（三浦琢磨）
- 聖闘士星矢 セインティア翔（2018年、蠍座のミロ）

2023年
- PLUTO（プルートゥ）
- 鬼武者（佐々木小次郎）

### ゲーム
1991年
- ウルフファング（1P）
- コズミック・ファンタジー（1991年 - 1994年、バン） - 4作品
- らんま1/2 とらわれの花嫁（ムース）

1992年
- アイル・ロード（ロール・エスクリーズ）
- YAWARA!（1992年 - 1994年、松田） - 2作品
- らんま1/2 爆烈乱闘篇（ムース）
- らんま1/2 打倒、元祖無差別格闘流！（ムース）

1993年
- デバステイター（谷田辺了）
- ゆみみみっくす（松崎真一）
- らんま1/2 白蘭愛歌（ムース）

1994年
- エメラルドドラゴン（アトルシャン）※PCエンジン版
- KO世紀ビースト三獣士 〜ガイア復活 完結編〜（ロボ卿）
- スターブレイカー（ハリー）
- らんま1/2 超技乱舞篇（ムース）

1995年
- アンジェリーク（1995年 - 2015年、地の守護聖ルヴァ） - 3作品
- エメラルドドラゴン（アトルシャン）※スーパーファミコン版
- 空想科学世界ガリバーボーイ（キャット）
- 真怨霊戦記（鳴神恭介）
- SPACE GRIFFON VF-9（スマイリー）

1996年
- アンジェリークSpecial2（地の守護聖ルヴァ）
- いまどきのバンパイア（バルス）
- ウルフファング（主人公）
- ゲンウォー（アキラ）
- タクティクスオウガ（ヴァイス）
- 忍たま乱太郎（1996年 - 2017年、土井半助） - 2作品
- ブルーブレイカー 〜剣よりも微笑みを〜（イナル）

1997年
- スーパーロボット大戦F / F完結編（1997年 - 1998年、アーウィン・ドースティン、デュオ・マックスウェル） - 2作品
- ファーランドストーリー〜四つの封印〜（カイ）
- HAUNTEDじゃんくしょん〜聖徒会バッジを追え！〜（龍堂和御）
- 竜機伝承（レイン＝デューク＝フェアルード） - 2作品
- レイ・トレーサー（ジャルタ・ラング）

1998年
- アンジェリーク 天空の鎮魂歌（地の守護聖ルヴァ）
- étude prologue 〜揺れ動く心のかたち〜（郡司達也）
- Over Blood 2（リュウイチ・ハヤノ、ホサカ）
- サウザンドアームズ（ジャービル・ドーンフリード）
- サクラ大戦2 〜君、死にたもうことなかれ〜（火車）
- 時空探偵DD2 叛逆のアプサラル（青梅恭輔）
- プリンセスクエスト（カシス）
- ポポローグ（ロビン）
- 夢☆色いろ（藤井和也）

1999年
- SDガンダム GGENERATION（1999年 - 2025年、デフ・スタリオン、デュオ・マックスウェル、ラウ・ル・クルーゼ、レイ・ザ・バレル、シェルド・フォーリー〈ZERO - WARS〉） - 13作品
- キャプテン・ラヴ（幸長幸一〈ゴージャス・ラヴ〉）
- サーカディア（竜門要）
- デバイスレイン（備前淳也）
- 新世紀GPXサイバーフォーミュラ（1999年 - 2008年、ブリード加賀） - 6作品
- スーパーヒーロー作戦（デュオ・マックスウェル）
- BOY×BOY 〜私立光稜学院誠心寮〜（結城紘明）
- ミラークルム（ジェイ）
- Lord of Fist（フェイ）

2000年
- アレクサンダー戦記 〜The Legend of Eternity〜（アレクサンダー）
- アンジェリーク トロワ（地の守護聖ルヴァ）
- ガイアマスター（2000年 - 2001年、ジガー） - 2作品
- サンライズ英雄譚（2000年 - 2006年、デュオ・マックスウェル、ブリード加賀） - 3作品
- スーパーロボット大戦α（デュオ・マックスウェル）

2001年
- スーパーロボット大戦α外伝（デュオ・マックスウェル）
- フレグランス・テイル（ナデュー）

2002年
- GetBackers-奪還屋-奪われた無限城（赤屍蔵人）
- 幻想魔伝 最遊記 〜遥かなる西へ〜（玄奘三蔵）
- SAMURAI DEEPER KYO（紅虎）
- テイルズ オブ デスティニー2（ロニ・デュナミス）
- ラ・ピュセル 光の聖女伝説（クロワ・ラウル）
- バーチャファイター4 エボリューション（日守剛）
- RAVE（シュダ） - 3作品

2003年
- アンジェリーク エトワール（地の守護聖ルヴァ）
- 機動戦士ガンダムSEED（ラウ・ル・クルーゼ）
- スーパーロボット大戦Scramble Commander（デュオ・マックスウェル）
- 第2次スーパーロボット大戦α（デュオ・マックスウェル）
- NARUTO -ナルト-（2003年 - 2007年、うみのイルカ、ナレーション） - 5作品
- NARUTO -ナルト- ナルティメットヒーロー（2003年 - 2016年、うみのイルカ） - 6作品
- マールじゃん!!（クロワ）
- ラーゼフォン 蒼穹幻想曲（一色真）
- ロックマンエグゼ トランスミッション（教授）

2004年
- 機動戦士ガンダムSEED 終わらない明日へ（ラウ・ル・クルーゼ）
- 機動戦士ガンダムSEED DESTINY（2004年 - 2005年、レイ・ザ・バレル、ラウ・ル・クルーゼ） - 2作品
- 金色のガッシュベル!! 激闘!最強の魔物達（アポロ）
- 最遊記RELOAD / RELOAD GUNLOCK（玄奘三蔵） - 2作品
- スーパーロボット大戦MX（2004年 - 2005年、秋津マサト / 木原マサキ） - 2作品
- マイネリーベ〜優美なる記憶〜（ルードヴィッヒ）

2005年
- Another Century's Episode（デュオ・マックスウェル）
- GAME S.S.D.S. 〜刹那の英雄（バウム・クーテヘン教授）
- 機動戦士ガンダムSEED 連合vs.Z.A.F.T.（ラウ・ル・クルーゼ）
- 新選組群狼伝（伊東甲子太郎、久坂玄瑞）
- 聖闘士星矢（2005年 - 2007年、ミロ） - 2作品
- 第3次スーパーロボット大戦α 終焉の銀河へ（デュオ・マックスウェル、ラウ・ル・クルーゼ）
- テイルズ オブ ザ ワールド なりきりダンジョン3
- 天外魔境III NAMIDA（ゼクウ）
- ふしぎの海のナディア〜Inherit the Bluewater〜（フェイト）
- BLEACH アドバンス 紅に染まる尸魂界（志波海燕）
- BLEACH GC 黄昏にまみえる死神（志波海燕）
- 舞-HiME 運命の系統樹（神崎黎人）

2006年
- Another Century's Episode 2（デュオ・マックスウェル）
- 機動戦士ガンダムSEED DESTINY 連合vs.Z.A.F.T.II PLUS（ラウ・ル・クルーゼ、レイ・ザ・バレル）
- デジモンセイバーズ アナザーミッション（ルーチェモン）
- ひぐらしデイブレイク（入江京介）
- ファンタシースターユニバース（アルフォート・タイラー）
- BLEACH DS 蒼天に駆ける運命（志波海燕）
- マイネリーベII〜誇りと正義と愛〜（ルードヴィッヒ）
- 舞-HiME 運命の系統樹 修羅（神崎黎人）
- バーチャファイター5（日守剛）

2007年
- スーパーロボット大戦Scramble Commander the 2nd（デュオ・マックスウェル、レイ・ザ・バレル）
- ファンタシースターユニバース イルミナスの野望（アルフォート・タイラー）
- ひぐらしのなく頃に祭（入江京介）
- ひぐらしデイブレイク（2007年 - 2009年、入江京介） - 3作品
- みんなのGOLF5（ジョンソン）

2008年
- 悪魔城ドラキュラ 奪われた刻印（アルバス）
- 仮面ライダーバトル ガンバライド（仮面ライダー電王 ソードフォーム）
- スーパーロボット大戦A PORTABLE（デュオ・マックスウェル）
- スーパーロボット大戦Z（レイ・ザ・バレル）
- ダークセクター（ヘイデン・テンノ）
- DISSIDIA FINAL FANTASY（ウォーリア オブ ライト）
- ひぐらしのなく頃に（2008年 - 2015年、入江京介） - 4作品
- ファンタシースターポータブル（アルフォート・タイラー）
- BLEACH 〜ソウル・カーニバル〜（2009年 - 2010年、志波海燕、アーロニーロ・アルルエリ） - 2作品
- BLEACH DS The 3rd Phantom / DS 4th：フレイム・ブリンガー（2008年 - 2009年、志波海燕） - 2作品
- BLEACH バーサス・クルセイド（アーロニーロ・アルルエリ）
- BLEACH 〜ヒート・ザ・ソウル5・6・7〜（2008年 - 2010年、アーロニーロ・アルルエリ） - 3作品
- ポイズンピンク（デュファストン）
- 星空のコミックガーデン（服部響）

2009年
- 仮面ライダー クライマックスヒーローズ（2009年 - 2012年、仮面ライダー電王 ソードフォーム） - 3作品
- 機動戦士ガンダム ガンダムVS.ガンダムNEXT（デュオ・マックスウェル、ラウ・ル・クルーゼ） - 2作品
- シャイニング・フォース クロス（評議長）
- シャイニング・フォース フェザー（ゼクウ）
- スーパーロボット大戦NEO（ヒッテル）
- セキレイ 〜未来からのおくりもの〜（御中広人）
- ディシディア ファイナルファンタジー ユニバーサルチューニング （ウォーリア オブ ライト）
- 電撃学園RPG Cross of Venus（アレイスター＝クロウリー）
- 北斗の拳 ラオウ外伝 天の覇王（サウザー）
- らき☆すた ネットアイドル・マイスター（雷場竜）
- ラ・ピュセル†ラグナロック（クロワ）

2010年
- 仮面ライダーバトル ガンバライド（モモタロス / 仮面ライダー電王）
- ガンダムアサルトサヴァイブ（ラウ・ル・クルーゼ）
- ガンダム無双（2010年 - 2013年、デュオ・マックスウェル、ラウ・ル・クルーゼ、レイ・ザ・バレル） - 2作品
- クレヨンしんちゃん ショックガ〜ン!伝説を呼ぶオマケ大ケツ戦!!（モールド）
- 恋する私の王子様（山下慶人）
- 白騎士物語 -光と闇の覚醒-（ナナゼル）
- .hack//Link（ジーニアス）
- PANDORA 君の名前を僕は知る（マクシミリアン・スパーヴィア）
- ONE PIECE ギガントバトル!（デュバル）

2011年
- 機動戦士ガンダム エクストリームバーサス（2011年 - 2016年、デュオ・マックスウェル、ラウ・ル・クルーゼ、レイ・ザ・バレル） - 5作品
- 聖闘士星矢戦記（ミロ）
- 第2次スーパーロボット大戦Z 破界篇 / 再世篇（2011年 - 2012年、デュオ・マックスウェル） - 2作品
- ディシディア デュオデシム ファイナルファンタジー（ウォーリア オブ ライト）
- テイルズ オブ ザ ワールド レディアント マイソロジー3（ロニ・デュナミス）
- ファンタシースターポータブル2 インフィニティ（アルフォート・タイラー）
- オール仮面ライダー ライダージェネレーション（モモタロス / 仮面ライダー電王 ソードフォーム）
- ONE PIECE ギガントバトル! 2 新世界（デュバル）

2012年
- L.G.S 〜新説 封神演義〜（玉鼎真人）
- 機動戦士ガンダムSEED BATTLE DESTINY（ラウ・ル・クルーゼ、レイ・ザ・バレル）
- ギルティクラウン ロストクリスマス（桜満玄周）
- 第2次スーパーロボット大戦OG（ペルフェクティオ）
- PROJECT X ZONE（天斎小吾郎）

2013年
- 仮面ライダー バトライド・ウォー（2013年 - 2016年、モモタロス / 仮面ライダー電王） - 3作品
- 仮面ライダーバトル ガンバライジング（2013年 - 2022年、モモタロス / 仮面ライダー電王）
- 聖闘士星矢 ブレイブ・ソルジャーズ（ミロ）
- とある魔術と科学の群奏活劇（アレイスター＝クロウリー）
- HEROES' VS（仮面ライダー電王 ソードフォーム）
- 0時の鐘とシンデレラ〜Halloween Wedding〜（アスティン＝マーロウ）

2014年
- 仮面ライダー サモンライド!（モモタロス / 仮面ライダー電王）
- 三国志英歌
- スーパーヒーロージェネレーション（モモタロス / 仮面ライダー電王、プロヴィデンスガンダム）
- 第3次スーパーロボット大戦Z 時獄篇 / 天獄篇（2014年 - 2015年、デュオ・マックスウェル、レイ・ザ・バレル） - 2作品
- テイルズ オブ ザ ワールド レーヴ ユナイティア（ロニ・デュナミス）
- RE:VICE[D]（アカツキ）
- PSYCHOBREAK（ルヴィク）

2015年
- グランスフィア 〜宿命の王女と竜の騎士〜（軍師ルーメル）
- クロスアンジュ 天使と竜の輪舞tr.（エンブリヲ）
- ザクセスヘブン（天神士朗）
- 白猫プロジェクト（☆★☆オズマ☆★☆）
- 聖闘士星矢 ソルジャーズ・ソウル（ミロ、フェンリル）
- ゼノブレイドクロス（アバターボイス〈アニキ〉）
- ディシディア ファイナルファンタジー（ウォーリア オブ ライト）
- メビウス ファイナルファンタジー（ヴォイス）
- ロストヒーローズ BONUS EDITION / 2（モモタロス / 仮面ライダー電王） - 2作品
- ワールド オブ ファイナルファンタジー（ウォーリア オブ ライト）

2016年
- オルタンシア・サーガ -蒼の騎士団-（フレイ）
- オール仮面ライダー ライダーレボリューション（モモタロス / 仮面ライダー電王）
- 神撃のバハムート（ジャン）
- SOUL REVERSE ZERO（ガイウス、ランスロット、曹操、武蔵坊弁慶、劉備、エドワード）
- ノラネコと恋の錬金術（サイア）
- バイオハザード0 HDリマスター（ウィリアム・バーキン）
- 悠久のティアブレイド（2016年 - 2017年、ギル） - 2作品
- ワールド オブ ファイナルファンタジー（ウォーリア・オブ・ライト）
- ワールドチェイン（クロノス、ジョニー・アップルシード、平知盛、坂田金時）

2017年
- 蒼き革命のヴァルキュリア（グスタフ・メクレンブルク）
- ディシディア ファイナルファンタジー オペラオムニア（ウォーリア・オブ・ライト）
- スーパーロボット大戦V（エンブリヲ）
- フューチャーカード バディファイト 目指せ!バディチャンピオン!（J・ジェネシス）
- ガンダムバーサス（デュオ・マックスウェル、ラウ・ル・クルーゼ）
- 仮面ライダー クライマックスファイターズ（モモタロス / 仮面ライダー電王）

2018年
- ディシディア ファイナルファンタジー NT（ウォーリア・オブ・ライト）
- スーパーロボット大戦X（デュオ・マックスウェル、エンブリヲ）
- Fate/Grand Order（2018年 - 2025年、アントニオ・サリエリ）
- ポポロクロイス物語 ナルシアの涙と妖精の笛（ロビン）
- ワイルドアームズ ミリオンメモリーズ（ジェイナス・カスケード）
- 機動戦士ガンダム エクストリームバーサス2（2018年 - 2025年、デュオ・マックスウェル、ラウ・ル・クルーゼ、レイ・ザ・バレル） - 4作品
- 仮面ライダー クライマックススクランブル ジオウ（モモタロス / 仮面ライダー電王）
- ザンキゼロ（三花締リョウ）

2019年
- スーパーロボット大戦X-Ω（秋津マサト）
- バイオハザード RE:2（ウィリアム・バーキン）
- スーパーロボット大戦T（剣鉄也）
- グリムノーツ Repage（アロンソ・キハーノ）
- テイルズ オブ ザ レイズ（ロニ・デュナミス）
- とある魔術の禁書目録 幻想収束（アレイスター＝クロウリー）
- キルラキル ザ・ゲーム -異布-（鮮血）
- 機動戦隊アイアンサーガ（秋津マサト / 木原マサキ）
- ドラゴンクエストX いばらの巫女と滅びの神 オンライン（魔仙卿）
- Shadowverse（アーツマスター・カルラ、デュアルブレイダー）

2020年
- ブリガンダイン ルーナジア戦記（ロマヌフ・マルコ）
- スーパーロボット大戦DD（2020年 - 2024年、ラウ・ル・クルーゼ、デュオ・マックスウェル、レイ・ザ・バレル）
- ひぐらしのなく頃に 命（入江京介）
- 聖闘士星矢 ライジングコスモ（蠍座 ミロ）
- りゅうおうのおしごと！（清滝鋼介）

2021年
- 夢王国と眠れる100人の王子様（玄奘三蔵）
- 刀剣乱舞 ONLINE（2021年 - 2024年、一文字則宗）
- 共闘ことばRPG コトダマン（2021年 - 2023年、鬼舞辻󠄀無惨）
- 東京放課後サモナーズ（フッキ）
- クッキーラン: キングダム（ベルベットケーキ味クッキー）
- 鬼滅の刃 ヒノカミ血風譚（鬼舞辻󠄀無惨）
- スーパーロボット大戦30（剣鉄也）
- グランブルーファンタジー（2021年 - 2023年、ジューダ）

2022年
- 原神（博士）
- 機動戦士ガンダム アーセナルベース（2022年 - 2023年、デュオ・マックスウェル、ラウ・ル・クルーゼ、レイ・ザ・バレル）
- SDガンダム バトルアライアンス（ラウ・ル・クルーゼ、レイ・ザ・バレル）
- ベヨネッタ3（シグルズ博士）

2023年
- パズル&ドラゴンズ（ラウ・ル・クルーゼ）
- 仮面ライダーバトル ガンバレジェンズ（モモタロス / 仮面ライダー電王）
- 六本木サディスティックナイト（伊月住吉）
- アークナイツ（チョンユエ）
- アルカディア（双葉正樹）
- ペルソナ5 タクティカ（サルマエル）

2024年
- 金色のガッシュベル!! 永遠の絆の仲間たち（アポロ・ジェネシス）
- モンスターストライク（ラウ・ル・クルーゼ）

2025年
- BLEACH Rebirth of Souls（志波海燕、アーロニーロ・アルルエリ、メタスタシア）

### 吹き替え

#### 担当俳優
エリック・ストルツ
- ゴッド・アーミー/悪の天使（シモン）
- コンフェッション（サーマン）
- メンフィス・ベル（ダニー）※ビデオ版
- レジェンド・オブ・ヒーロー/ロブ・ロイ（アラン・マクドナルド）

ザック・ギャリガン
- グレムリン（ビリー・ペルツァー）※フジテレビ版、ソフト版、テレビ朝日版
- グレムリン2 新・種・誕・生（ビリー・ペルツァー）※ソフト版、テレビ朝日版
- ザ・ハルマゲドン/ワーロック リターンズ（アンディ、ダグラス）

デイヴィッド・テナント
- グッド・オーメンズ（クロウリー）
- ドクター・フー（10代目ドクター,14代目ドクター）
- ドクター・フー：ザ・ギグル（ドクター）

ベン・メンデルソーン
- フッド: ザ・ビギニング（ノッティンガム州長官）
- マーベル・シネマティック・ユニバース（タロス）
  - キャプテン・マーベル
  - スパイダーマン:ファー・フロム・ホーム
  - シークレット・インベージョン

#### 映画
- the EYE 【アイ】（ワ・ロー〈ローレンス・チョウ〉）
- アイアン・イーグル（ダグ・マスターズ〈ジェイソン・ゲドリック〉）
- アウトライブ -飛天舞-（ジナ〈シン・ヒョンジュン〉）
- 赤毛のアン（ギルバート・ブライス〈ジョナサン・クロンビー〉）※フジテレビ版
  - 続・赤毛のアン（ギルバート・ブライス〈ジョナサン・クロンビー〉）※フジテレビ版
- アメージング・ストーリーズ
- アルテミスと妖精の身代金（ブライアー・カジョン〈ジョシュア・マグワイア〉）
- イウォーク・アドベンチャー（メイス〈エリック・ウォーカー〉）※テレビ版
- 生きてこそ（アントニオ・“ティンティン”・ビシンティン〈ジョン・ハイムス・ニュートン〉）
- いとこのビニー（ビリー・ガンビーニ〈ラルフ・マッチオ〉）
- ヴァレリアン 千の惑星の救世主（オクト＝バー将軍〈サム・スプルエル〉[179]）
- ヴァンパイア・イン・ブルックリン（ジュリアス〈カディーム・ハーディソン〉）※ビデオ版
- ウエスト・サイド物語（チノ）※TBS新録版
- ウォーゲーム（デビット・ライトマン〈マシュー・ブロデリック〉）
- ウォーターボーイ（ボビー・ブーシェ〈アダム・サンドラー〉）
- 永遠のアフリカ（デクラン・フィールディング〈ダニエル・クレイグ〉）
- EX エックス（ウィル〈デヴォン・サワ〉）※テレビ東京版
- エンジェルス（ウォーリー）
- オールド・ボーイ（イ・ウジン〈ユ・ジテ〉）
- 王は踊る（ルイ14世〈ブノワ・マジメル〉）
- 男たちの挽歌（キット〈レスリー・チャン〉）※TBS版
- カットスロート・アイランド（ショー〈マシュー・モディーン〉）※ソフト版
- 硝子の塔（ジーク・ホーキンス〈ウィリアム・ボールドウィン〉）※ソフト版
- キョンシークエスト1 妖怪一家の大冒険（ソンミン）
- キョンシークエスト2 大霊界から来たU.F.O（テンミン）
- KILLER/第一級殺人（ヘンリー・レッサー〈ロバート・ショーン・レナード〉）
- キラートマト 赤いトマトソースの伝説（マイケル・J・フォックス〈マーク・プライス〉）
- 金玉満堂/決戦!炎の料理人（サン〈レスリー・チャン〉）
- グーニーズ（トロイ・パーキンス〈スティーブ・アンティン〉）※ソフト版
- クイーンズ・ロジック/女の言い分・男の言い訳（デニス〈ケヴィン・ベーコン〉）
- クリムゾン・リバー（マックス・ケルケリアン〈ヴァンサン・カッセル〉）※フジテレビ版
- 恋のスクランブル（ジョナサン〈アンドリュー・マッカーシー〉）
- 恋人ゲーム（チャールズ〈ジョン・クライヤー〉）
- ゴッドファーザー PART III（ヴィンセント〈アンディ・ガルシア〉）※ソフト版
- コピーキャット（ルーベン刑事〈ダーモット・マローニー〉）※テレビ東京版
- 13 ラブ 30 サーティン・ラブ・サーティ（マット〈マーク・ラファロ〉）
- 最'愛'絶叫計画（グラント〈アダム・キャンベル〉）
- ザ・カー（ピーター・カイル）※テレビ朝日版
- ザ・チェイス（ジャック・ハモンド〈チャーリー・シーン〉）※ビデオ版
- サマー・オブ・サム（リッチー〈エイドリアン・ブロディ〉）
- サモ&ケニー 人質に気をつけろ!（リー〈ケニー・ビー〉）
- サランヘヨ あなたに逢いたくて（カク・ヨンス〈チェ・ミンス〉）
- ザ・リング（ノア〈マーティン・ヘンダーソン〉）※フジテレビ版
- サンダーアーム/龍兄虎弟（アラン〈アラン・タム〉）※フジテレビ版
- サンタ・バディーズ 小さな5匹の大冒険（クラーク）
- ジキル博士の記憶（ジキル博士〈ダグレイ・スコット〉）
- シザーハンズ（エドワード・シザーハンズ〈ジョニー・デップ〉）※テレビ朝日版
- ジャンヌ・ダルク（ドーロン〈デズモンド・ハリントン〉）※日本テレビ版
- シューティング・フィッシュ（ディラン〈ダン・フッターマン〉）
- 13日の金曜日 PART8 ジェイソンN.Y.へ（ショーン・ロバートソン〈スコット・リーヴス〉）※ソフト版
- ジョーズ'87 復讐篇（ショーン・ブロディ〈ミシェル・アンダーソン〉）※日本テレビ版
- ショート・サーキット2 がんばれ!ジョニー5
- シンデレラ/魔法の木の実（王子）
- ステラ（パット・ロビンス〈ウィリアム・マクナマラ〉）※ソフト版
- ストリート・オブ・ファイヤー（クライド〈ビル・パクストン〉）※フジテレビ版
- スリー・キングス（トロイ・バーロー〈マーク・ウォールバーグ〉）※フジテレビ版
- セレニティー:平穏の海（レイド・ミラー〈ジェレミー・ストロング〉）
- 戦場のピアニスト（ヘンリク〈エド・ストッパード〉）
- ダイナー（ティモシー・フェンウィック・Jr〈ケヴィン・ベーコン〉）
- ダイ・ハード/ラスト・デイ（アリク〈ラシャ・ブコヴィッチ〉[180]）
- ダウン（マーク・ニューマン〈ジェームズ・マーシャル〉）※テレビ東京版
- TAXiシリーズ（エミリアン〈フレデリック・ディーファンタル〉）※フジテレビ版
  - TAXi
  - TAXi2
  - TAXi3
- チェイシング・エイミー（バンキー・エドワーズ〈ジェイソン・リー〉）
- 超能力学園Z PART2 パンチラ・ウォーズ（学生）
- 追撃者（ジェレミー・キネア〈アラン・カミング〉）※ソフト版
- D.C.キャブ（アルバート）
- デシーバーズ 暗黒の大地（ウィリアム・サヴェージ〈ピアース・ブロスナン〉）
- DOA/デッド・オア・アライブ（ウェザービー〈スティーヴ・ハウィー〉）
- デッドリー・フレンド（トム・トゥーミー）
- デルタフォース3（グレッグ）※ビデオ版
- ドーベルマン（“ソニア”オリヴィエ・ブラシェ〈ステファーヌ・メッツゲール〉）
- Dr.ギグルス（マックス・アンダーソン〈グレン・クイン〉）
- ドッグマチック 〜犬になるのも最高さ〜（デニス / ロッキー〈マイケル・ライリー〉）
- 飛べ、バージル/プロジェクトX（ジミー〈マシュー・ブロデリック〉）
- トレスパス（ヴィンス〈ビル・パクストン〉）
- ナッティ・プロフェッサー クランプ教授の場合（ジェーソン〈ジョン・アレス〉）※ソフト版
- 26世紀青年（ジョー・バウアーズ〈ルーク・ウィルソン〉）
- ニューヨークの恋人（スチュアート・ベッサー〈リーヴ・シュレイバー〉）※日本テレビ版
- ノイズ（スペンサー〈ジョニー・デップ〉）※テレビ朝日版
- 爆走!!トムキャッツ 天下無敵のプレイボーイ同盟（マイケル・デラニー〈ジェリー・オコンネル〉）
- 派遣秘書（ピーター・ダーンズ〈ティモシー・ハットン〉）
- バックドラフト（ブライアン〈ウィリアム・ボールドウィン〉）※ソフト版
- バッドボーイズ（エディ・ドミンゲス〈エマニュエル・ゼレブ〉）※フジテレビ版
- バットマン ビギンズ（ジョナサン・クレイン / スケアクロウ〈キリアン・マーフィー〉）※日本テレビ版
- バラ色の選択（ダグ・アイアランド〈マイケル・J・フォックス〉）
- ハリウッドランド（ジョージ・リーヴス〈ベン・アフレック〉）
- 張り込みプラス（ビル〈エミリオ・エステベス〉）※日本テレビ版
- ビートルジュース ビートルジュース（ダミアン神父〈バーン・ゴーマン〉[181]）
- 光る眼（ジョージ牧師〈マーク・ハミル〉）※ソフト版
- ビバリー・ヒルビリーズ/じゃじゃ馬億万長者（ジェスロ / ジェスリーン）
- フォーエヴァー・ライフ/旅立ちの朝（ダニー〈ロバート・ショーン・レナード〉）
- 復讐の夜想曲（ツーフェン〈チン・シウホウ〉）
- 復讐のファントム 地獄からの使者
- フライ・ミー・トゥ・ザ・ムーン（ランス・ヴェスパータイン〈ジム・ラッシュ〉[182]）
- PLANET OF THE APES/猿の惑星（グンナー〈エヴァン・デクスター・パーク〉）※ソフト版
- ヘブンリー・キッド（ボビー）
- ベリー・ゴーディ ラスト・ドラゴン（リー・ロイ）
- ホーカス ポーカス（サッカリー〈ショーン・マーレイ〉）
- 冒険活劇 上海エクスプレス（ホウ〈シャオ・ホウ〉）
- 僕のピアノコンチェルト（レオ・フォン・ホルツェン）
- ポリスアカデミー3 全員再訓練!（ナガタ〈ブライアン・トチ〉）
- ポリスアカデミー4 市民パトロール（ナガタ〈ブライアン・トチ〉）
- ポリスアカデミー'94/ モスクワ大作戦!!（カイル・コナーズ〈チャーリー・シュラッター〉）※テレビ東京版
- ポリス・ストーリー2/九龍の眼（コー刑事〈ラウ・チンワン〉）※ビデオ版
- マスカレード/甘い罠（ティム〈ロブ・ロウ〉）
- マネキン2（ジェイソン・ウィリアム / ウィリアム王子〈ウィリアム・ラグズデール〉）※テレビ朝日版
- モーリス（クライブ・ダーラム〈ヒュー・グラント〉）※テレビ東京版
- モビー・ディック（イシュメール〈ヘンリー・トーマス〉）
- ヤングガン2（トム〈バルサザール・ゲティ〉）※ビデオ版
- ヤング・シャーロック/ピラミッドの謎（ダドリー）
- ラスト・パラダイス（パイレート〈ダーモット・マローニー〉）
- LIFE!（ドン〈ポール・フィッツジェラルド〉）※劇場公開版
- リアリティ・バイツ（トロイ・ダイアー〈イーサン・ホーク〉）
- リネージュ 〜The Cross Rancor〜 エピソード4 歴史と記憶 PV（ロイ）
- ルーカスの初恋メモリー
- ルディ/涙のウイニング・ラン（ルディ・ルティガー〈ショーン・アスティン〉）
- 霊幻道士3 キョンシーの七不思議（ター・パオ〈ルイ・フォン〉）
- レジェンド/光と闇の伝説（ジャック〈トム・クルーズ〉）
- ローマの休日（マリオ〈パオロ・カルリーニ〉[183]）※日本テレビ版2
- ロザリンとライオン（ティエリー）
- 若き勇者たち（アードヴァーグ）

#### ドラマ
- アヴァロンの霧（アーサー〈エドワード・アタートン〉）
- アルフ（ブッチ）
- 浮気なおしゃれミディ（ペイン）
- NCIS: ニューオーリンズ シーズン4 #1（ラモント捜査官）
- エレメンタリー ホームズ&ワトソン in NY「命の洗濯」（ジェフリー・シルヴァー〈ジェイク・ウェバー〉）
- オーシャンガール（ウィンストン〈アレックス・ピンダー〉）
- ALMOST HUMAN/オールモスト・ヒューマン 第3話「人質」（ルーカス・ビンセントの声色〈デイモン・ヘリマン〉）
- オリー（ゾゾ〈ティム・ブレイク・ネルソン〉）
- 俺たち賞金稼ぎ!!フォール・ガイ2（リトルジュース）
- コーキーとともに（コーキー・サッチャー〈クリス・バーク〉）
- こちらブルームーン探偵社 シーズン3 #9（ピアース・ブロスナン）
- 殺人学入門（デューク）
- THE VISITOR ザ・ビジター（アダム・マッカーサー〈ジョン・コーベット〉）
- サブリナ（アーロン）
- ジム・ヘンソンのストーリーテラー（ハンス）
- シャーロック・ホームズの冒険 ボスコム渓谷の惨劇（ジェームズ・マッカーシー〈ジェームズ・ピュアフォイ〉）
- 13日の金曜日 ザ・シリーズ（ダリアス・ポール）
- 新・刑事コロンボ 華麗なる罠（アダム・エヴァンス〈マーシャル・R・ティーグ〉）
- 新スタートレック「疑惑」（サイモン・ターセス）
- SCORPION/スコーピオン
  - シーズン1 #12（ダン・ヘザー〈チャールズ・マリック・ホイットフィールド〉）
  - シーズン4 #13（イーガン）
- たどりつけばアラスカ（ジョエル・フライシュマン〈ロブ・モロー〉）
- 探偵レミントン・スティール シーズン3-5（レミントン・スティール〈ピアース・ブロスナン〉）
- 地上最強の美女たち!チャーリーズ・エンジェル シーズン2 #1（ビリー・サコ）※追加収録部分
- チャームド 〜魔女3姉妹〜 シーズン7（ロジェ伯爵〈デイヴィッド・アンダース〉）
- 特攻野郎Aチーム シーズン4 #20（ジェフリー・サリヴァン）
- ナイトライダー
  - シーズン3 #4（バリー〈ジム・ギャザラム〉）
  - シーズン4 #1（アーデル〈マイケル・ディクソン〉）
  - シーズン4 #5（ニコラス・マーケット〈ゲイリー・ハッシュバーガー〉）
- V.I.P.「狙われた占い師」（バーソロミュー）
- 南北戦争物語 愛と自由への大地（ビリー・ハザード〈ジョン・ストックウェル〉）
- バーン・ノーティス 元スパイの逆襲（コール〈ジョン・セダ〉）
- ハット・スクワッド 帽子の騎士たち（マシュー・マセソン〈ビリー・ワーロック〉）
- ファミリータイズ シーズン4 #5（デヴィッド）
- ふたりは最高!ダーマ&グレッグ シーズン4（チャーリー〈ケヴィン・ソルボ〉）
- フルハウス（ジャノラリ〈ブライアン・ロビンス〉）
- ペンサコーラ 黄金の翼（ボビー〈ロッド・ローランド〉）
- 名探偵ポワロ
  - 「ナイルに死す」（サイモン）
  - 「エッジウェア卿の死」（ドナルド・ロス）
- 名探偵モンク（ランドール・ディッシャー警部補〈ジェイソン・グレイ＝スタンフォード〉）
- LAW&ORDER:クリミナル・インテント（ヘンリー・タルボット〈グリフィン・ダン〉）
- DOC あすへのカルテ（エンリコ・サンドリ〈ジョヴァンニ・シフォーニ〉）

#### アニメ
- X-MEN（アイスマン）
- ガーフィールド・ショー（ジョン・アーバックル）
- ガジェット警部（王子 他）
- Cathy（ロス）
- 魁拔（蛮小満）
- シャーロットのおくりもの ウィルバーの大ぼうけん（ウィルバー）
- 西遊記 孫悟空対白骨婦人（こうもり）
- スヌーピーとチャーリーブラウン（ライナス・ヴァンペルト）
- タンタンの冒険（ボリス、衛兵）
- 長くつ下のピッピ（科学者）
- バイカーマイス（スロットル）
- ベイビーフィリックス（フィリックス）
- マスク・アニメーション（チャーリー・スクアーカー、クロスビー 他）
- マドレーヌ（小猿、オウム、ロビー）
- ミュータント・タートルズ（1987年テレビ東京版）（モンド・ゲッコー 他）
- わんぱくギャング大作戦

### 特撮
2007年
- 仮面ライダー電王（2007年 - 2020年、モモタロスの声） - 15作品

2008年
- 劇場版 仮面ライダーキバ 魔界城の王（刑務官） - 友情出演

2009年
- 仮面ライダーディケイド（モモタロスの声） - テレビシリーズ + 劇場版
- 仮面ライダー×仮面ライダー W&ディケイド MOVIE大戦2010（電王の声）

2011年
- オーズ・電王・オールライダー レッツゴー仮面ライダー（モモタロスの声）
- ネット版 オーズ・電王・オールライダー レッツゴー仮面ライダー 〜ガチで探せ! 君だけのライダー48〜（モモタロスの声）

2012年
- 仮面ライダー×スーパー戦隊 スーパーヒーロー大戦（モモタロスの声）

2013年
- 仮面ライダーウィザード（仮面ライダー電王の声）

2014年
- 平成ライダー対昭和ライダー 仮面ライダー大戦 feat.スーパー戦隊（電王の声）

2017年
- 仮面ライダー×スーパー戦隊 超スーパーヒーロー大戦（モモタロスの声、仮面ライダー電王ソードフォームの声）

2018年 
- 仮面ライダージオウ（2018年 - 2019年、モモタロスの声） - テレビシリーズ + 劇場版

2021年
- セイバー+ゼンカイジャー スーパーヒーロー戦記（モモタロスの声）

2022年
- 「暴太郎戦隊ドンブラザーズ」meets「仮面ライダー電王」目指せ！ドン王（電王の声）

### テレビドラマ
- NHK 銀河テレビ小説 まんが道 第11話（大学生）

### テレビ番組
- アニソン★カフェ ゆめが丘（ゲスト）
- NHK総合 あの歌がきこえる 『ふれあい』
- NHK NHK全国学校音楽コンクール 中学校の部（司会）
- NHK教育 いちにのさんすう（としさん）
- NHK Eテレ おかあさんといっしょ「そうぞうのへや」（ぞうのそうぞう）
- NHK教育 ふえはうたう（ふえのお兄さん / としくん）（1989年4月 - 1997年3月）
- NHK教育 ゲーム気分でワープロ講座
- NHK教育 天才てれびくん（「電脳ウォーズQ」のゲスト）
- NHK教育 天才てれびくんワイド（「天てれ運動会」の司会）
- NHK教育テレビジョンNHK Eテレ 天才てれびくんYOU（ぶるーく）
- NHK-BS2 衛星アニメ劇場
- NHK-BS2 金曜アニメ館（ゲスト）
- テレビ朝日 はなきんデータランド 『はなきんアニメ大賞・声優部門』
- NHK教育 母と子のテレビ絵本 『ぼくはめいたんてい』（朗読）
- NHK Eテレ ビットワールド（かまブー）
- NHK総合 まんがで読む古典 『源氏物語』（光源氏）

### ビデオ
- S.S.D.S.イベントDVD シリーズ
- 劇場版ハーメルンのバイオリン弾き 攻略ビデオ〜特ホウ! スフォルツェンド公国
- 最遊記イベントDVD（ビデオ） シリーズ
- DVD 鈴置洋孝プロデュース公演「ムーンリバー」
- DVD SUPER VOICE WORLD 夢と自由とハプニング
- 天空戦記シュラト 声優界メモリアルズ
- TOKYO city めるへん2 〜青春フラグメント〜（公平）
- TOKYO city めるへん3 チャンプSHOUT編/FLASH編
- DVD ドラマティックカンパニー公演「居残り佐平次 〜次郎長恋の鞘当て〜」メイキング
- ネオロマンスイベントDVD（ビデオ） シリーズ
- バナナ白書2 ※第3話「夢であえたら」（田所祐治）
- バナナフリッターズ LIVE'92 〜プラトニックじゃ我慢できない〜
- 星空のコミックガーデン おいでよ!コミット2009春 イベントDVD
- DVD 舞-HiME ファンディスク
- らんま1/2 DoCoミュージックビデオ

### 実写映画
- 約束のネバーランド（2020年、鬼の声[189]）
- Live＆Documentary Movie ～i☆Ris on STAGE～（2024年、ナレーション）

### ラジオ
※はインターネット配信。
- Clair de Lune（1992年、NACK5）
- ここはグリーン・ウッド放送局（1993年、文化放送）
- 声優道場 夏の陣（1995年、TBSラジオ）
- BUD BOY（1996年 - 1996年、NACK5）
- 俊と由里と春菜のPC-FXクラブ（1996年、文化放送）
- 梶谷美由紀の恋するプラネット（1998年、TBSラジオ）
- DRAMATIC WIND（1999年、FM-FUJI）
- ルビーにくちづけ（1999年 - 2009年、文化放送）
- アンジェリーク キス・キスParadise（1999年 - 2000年、ラジオ日本）
- 炎の蜃気楼
  - 冥界上杉軍ラジオステーション（2002年、アニメ公式サイト※）
  - 冥界上杉軍ラジオステーション2（2004年、アニメ公式サイト※）
- ここはグリーン・ウッド放送局 on the web（2008年、WEBラジオ※）
- サヴァイヴァー･ドージョー フロムラジオステイシヨン（2015年、ニコニコ生放送※、音泉※）[190][注 2]
- BANANA FRITTERS A-Go-Go!!!（2017年、超!A&G+※）

### オーディオドラマ
- NHK-FM 青春アドベンチャー 『イーシャの舟』（2001年）
- 歌舞伎まるごとストーリー「あらすじえもん」キュウリが丘女学院NARUKAMI!（2019年、魔法化学教師ザビデーラ・ダンジョー、大魔術師ナルカッパー、超人カッパスター[191]）
- TRUE WIRELESS STEREO EARPHONES 関俊彦 モデル 『オトもラジオ』BUDDY PASS付（2022年[192]）
- 新機動戦記ガンダムW Frozen Teardrop 次なる戦い（2014年、デュオ・マックスウェル、ファザー・マックスウェル）

### デジタルコミック
- VOMIC NARUTO -ナルト-（うみのイルカ）
- VOMIC ぎんぎつね（銀太郎）
- 声優戦隊ボイストーム7（2013年、早乙女長官[193]）
- dTV 王様達のヴァイキング（2018年、坂井大輔）
- マテリアル・パズル 〜神無き世界の魔法使い〜（2022年、アダラパタ[194]）

### CD

#### ドラマCD
あ行
- 愛してローマ夜想曲（プリスクス）
- 間の楔（リキ）
- 合言葉password
- 青空少女隊（飛矢間三四郎）
- 青春鉄道 ドラマCD2 〜高速鉄道編〜（山形新幹線）
- 赤い光弾ジリオン お洒落倶楽部（JJ）
- 赤の神紋 シリーズ（榛原憂月）
  - 赤の神紋 -DIVINE RED-
  - 赤の神紋II -VERVE BLACK-
  - 赤の神紋III -JEALOUS YELLOW-
- アタゴオルは猫の森 シリーズ（唐あげ丸）
- アニメ店長 シリーズ（雷場竜）
  - 最白 -トレブラン-
  - 最白II -トレブラン ドゥ- スペーストレブラン
  - 最白III 沈黙の即売会
- アフリカのダイヤモンド
- アルスラーン戦記（アルスラーン）
- アルセーヌ・ルパン 奇巖城（イジドール）
- アンジェリークシリーズ（地の守護聖ルヴァ）
- イケメン☆アルバム Club AIR GRACE編（誠）
- イノセント・サイズ（未至磨珠内）
- インフェリウス惑星戦史外伝 CONDITION GREEN（スウ・ラフォーム）
- 11 -Twilight suicide.
- Weiß kreuz GlühenII Theater Of Pain（ナイト、記者）
- 宇宙英雄物語 シリーズ（アーク）
- 雲上楼閣綺談（香西）
- 81プロデュース オリジナルドラマCD
  - all of me for you!
  - 枯れ井戸スコープ（X）
  - 天下布武 〜夢は遠く、儚く〜（織田長利）
  - マイエルリンク〜冬恋〜（フランツ・ヨーゼフ一世）
  - まもりたい（リジェン）
  - Prologue End 〜どんなに離れてたって傍にいるから〜（ゼウス）
- EDEN205（坂本実信）
- エメラルドドラゴン ドラマ・シリーズ VOL.1 - 5（アトルシャン）
- L.G.S 〜新説 封神演義〜 ドラマCD 〜おいでませ妲己島、真夏のリゾート三本勝負!〜（玉鼎真人[195]）
- EREMENTAR GERAD ドラマCD 第2巻（サンウェルド）
- オジサマ専科 Vol.1 Make My Lady〜私の淑女〜（刈谷敦）
- 大人の問題（原嶋〈海老〉悟郎）
- お姉ちゃんの3乗（権田原疾風）
- オペレーションMMシリーズ 白魔の惑星（マーク）
- 親猫は愛を宿す（敷島昴）

か行
- 帰り道（田中荘太郎）
- 子供（ガキ）の領分 シリーズ（茅野陽一）
  - 1 茅野家の領分
  - 2 蓮見高校ハリケーン
  - 3 最凶ヒールズ
  - 4 噂の真髄
  - 5 悪運の条件
  - 6 真夏の残響
  - 7 怪物君パニック
  - 8 分岐点 vol.1 発端
  - 9 分岐点 vol.2 波乱
  - 10 分岐点 vol.3 爆心
- 風の大陸 シリーズ（ティーエ）
  - 風の大陸 CDシネマ1 邂逅編 上
  - 風の大陸 CDシネマ2 邂逅編 下
- 学校であった怖い話S オリジナルサウンドホラー（風間望）
- 神・風（比嘉悠）
- カ・ビネ・サガ レトルト（フィル）
- からっと!（ジル）
- 歓楽の都 シリーズ（ヒュー）
- ガーゼィの翼 バイストン・ウェル物語（ナレーション）
- 銀河鉄道の夜（先生）
- 吟遊黙示録マイネリーベ シリーズ（ルードヴィッヒ）
  - 吟遊黙示録マイネリーベ ドラマCD1 〜心の迷宮〜
  - 吟遊黙示録マイネリーベ ドラマCD3 〜策略の彼方〜
  - 吟遊黙示録マイネリーベ ドラマCDスペシャル 〜シュトラール候補生の休暇〜
  - 吟遊黙示録マイネリーベwieder ドラマCD Vol.1 青嵐の刻
  - 吟遊黙示録マイネリーベwieder ドラマCD Vol.2 鴇色の旅
- 鬼外カルテ シリーズ（福内鬼外）
- 機動戦士ガンダムSEED DESTINY SUIT CD Vol.6（レイ・ザ・バレル）
- キミに飼われたい! シリーズ（相沢真次）
- 金田一少年の事件簿 シリーズ（金田一一）※CDブック版
  - 悪魔組曲殺人事件
  - 死神病院殺人事件
- Queens Road－外伝－オラシオンは燃えているか！（マック・ウィンダム）
- クラッシャーズ Knight & Ran シリーズ（ナイト〈本庄優士〉）
  - クラッシャーズ Knight & Ran
  - クラッシャーズ Knight & Ran II 〜海に眠る夢〜
- くらっしゅ+ゴーストハンターズ シリーズ（宇佐美保憲）
- クリス・クロス 混沌の魔王（ケイン）
- クリセニアン夢語り-エル・デオの眠れる王に-（ジークラード）
- クレセントノイズ（タルシュシュ / 架羅間）
- クロノクルセイド シリーズ（ユアン・レミントン）
  - CHRNO CRUSADE 始まりの契約者
  - CHRNO CRUSADE II 永遠の時間
  - CHRNO CRUSADE II 始まりの時間
- 月華佳人 Lumen Lunae（霧生）
- 月齢・15 / 不穏分子定数 シリーズ（陸海義人）
  - 月齢・15 / 不穏分子定数
  - 月齢・15 / 不穏分子定数－聖戦－
- 高速エイジ〜私立WS学園中等部〜（氷魚）
- ここはグリーン・ウッド放送局（手塚忍）
  - CDシネマ 1「若い力」
  - CDシネマ 2「緑林ミステリー短編傑作集」
  - CDシネマ 3「緑林パラレル放送局」
  - CDシネマ 4「緑林寮祭へようこそ」
- KO世紀ビースト三獣士 BIRTH of the V-美-DARN（G・ヴェル）
- 5000光年の虎（男 / 虎）
- コズミック・ファンタジー外伝 銀河商人の罠（バン）

さ行
- 再現！坂本龍馬 最後の夜（坂本龍馬）
- 最遊記シリーズ（玄奘三蔵）
  - 最遊記（玄奘三蔵）
  - 幻想魔伝 最遊記（玄奘三蔵）
  - 最遊記RELOAD（玄奘三蔵）
  - 最遊記外伝（金蝉童子）
- XAZSA（早水京平）
- 殺人切符はハート色（美空宙太）
- サムライスピリッツ（ガルフォード）
- SAMURAI DEEPER KYO シリーズ（影法師の紅虎）
  - 独眼（ワン・アイド・ドラゴン）竜、吼える
  - 陰陽殿への扉編 第壱巻「悪魔の眼」
  - 陰陽殿への扉編 第弐巻「氷炎の侍」
  - 陰陽殿への扉編 第参巻「天翔麒麟」
  - 陰陽殿への扉編 第四巻「朱雀対鶺鴒」
- サモンナイトX 〜Tears Crown〜 暁天の焔（ラング）
- 名作文学（笑）シリーズ
  - 山月記 －世界の中心でアイを叫んだ獣－（袁さん）
- サンダーバード秘密基地セット（アラン・トレーシー）
- サンライズワールド（ブリード加賀、デュオ・マックスウェル）
  - サンライズワールド ミッション1
  - サンライズワールド ミッション2
- CDシアター ドラゴンクエスト（アレフ）
- CDドラマコレクションズ 三國志（孟獲）
- GファンタジーコミックCDコレクション ファイアーエムブレム暗黒竜と光の剣（アベル）
- JADE（ブロイル）
- 死神姫の再婚 Drama CD Vol.1（ユーラン）
- 邪鬼がくる!（三乗院初法）
- 社長のおじかん。（飯塚）
- JUNGLE BOY（宇都宮誠司）
- 集英社カセットコミックシリーズ 聖闘士星矢 黄金十二宮〈後編〉（サガ〈善〉）
- 少年陰陽師 シリーズ（藤原行成）
  - 窮奇編 全三巻
  - 風音編 全四巻
  - 番外編 第一巻〜うつつの夢に鎮めの歌を〜
  - 天狐編 全三巻
- ショショリカ（V・D）
- 新機動戦記ガンダムW シークレットオペレーション（デュオ・マックスウェル）
- 新・吸血姫美夕（支鬼）
- 寝室の鍵買います（鹿島右生）
- 新宿Guardian シリーズ（徳川和実）
- 新撰組異聞 蒼き狼たちの神話1 天道（藤堂平助）
- 神父と悪魔 シリーズ（アンシャール・アンドゥリル・アレグリオス〈男Ver〉）
  - カープトレーギスの吸血鬼
  - 銀の森の人狼
  - 煉獄の大悪魔
- 親友 〜Dear Friends〜 蝉時雨（麻生勇）
- 心霊探偵 八雲 死者からの伝言（斉藤一心）
- S.S.D.S〜Super Stylish Doctors story〜 シリーズ（バウム・クーテヘン教授）
- スイート・ドラゴン（ガイル）
- スイス時計の謎（倉木龍記）
- ストリートファイターII 復讐の戦士（ケン）
- ストリートファイターII外伝 〜キャミィ・闘いの序曲〜（ウォーレン少佐）
- 世紀末★ダーリン（等々力耕平）
- 聖神伝記エクステリア（ロルファ）
- 聖石傳説異聞 霹靂双星伝（乱世狂刀）
- 声優戦隊ボイストーム7（早乙女長官）※ドラマCD付きコミックス[196]
- セキレイ（御中広人）
- セシリア・ドアーズ（架静）
- ゼロイン（久巻勇志）
- 戦国武友伝〜久遠の交はり〜（石田三成）
- ソーサリアン 暗黒の魔道士（デュエル）

た行
- タクミくんシリーズ（大橋先生）
- たとえばこんなラヴ・ソング（高瀬龍介）
- ツインズ シリーズ（加納領一）
- 月のうまれる夜（宮内司）
- 天は赤い河のほとり  シリーズ（ウセル・ラムセス〈ラムセス1世〉）
  - サウンドシアター 1 - 7
- 中年進化論plus（芹架）
- 停電少女と羽蟲のオーケストラ 第二楽章：宴（桎）
- D・N・ANGEL WINKシリーズ（丹羽小助）
- テイルズ オブ デスティニー2 第1 - 5巻（ロニ・デュナミス）
- DEADLOCK シリーズ（パコ）
- DETONATORオーガン（ノック）
- 天空戦記シュラト（修羅王シュラト〈日高秋亜人〉）
- 天然!絶滅ヒーロー!!（ジュドー）
- TOKYOお転写娘（藤倉明彦）
- 「刻の男組（ときのスーパーヒーロー）」第4弾「チビッコ☆一寸法師」（大臣）
- DOGS/BULLETS&CARNAGE（牧師）
- トライガン the2ndDONUT HAPPYPACK（レガート・ブルーサマーズ）
- ドラゴン・イレーザー（狭間白都）
- ドラゴンクエスト列伝 ロトの紋章（カダル）

な行
- 夏子の酒（草壁渡）
- NARUTO -ナルト- ドラマCDシリーズ（うみのイルカ）
  - 巻ノ一 忍者は大変だってばよ!
  - 巻ノ弐 日々コレ精進だってばよ!
  - 巻ノ三 これが忍の道だってばよ!!
- NEWドリームハンター麗夢 夢の騎士達（伯爵〈青年〉）
- 忍たま乱太郎（土井半助）
  - ドラマCD 二の段
  - ドラマCD 火薬委員会の段
  - ドラマCD 四年生の段
  - ドラマCD は組の段〜下巻〜
- 眠れる森の王子様（エスター）
- のぞみウィッチィズ（南条章吾）

は行
- ハーメルンのバイオリン弾き シリーズ（ライエル）
  - コミックCDコレクション Vol.1 - 3
- FINAL FANTASY:UNLIMITED After 2（シド）
- ハイガクラ（謎の男）
- 高速エイジ（氷魚）
- はいぱーぽりす（千倉朔之進）
- BYE BYE LADY（ジミー）
- 覇王大系リューナイト（ヒッテル）
  - ティア・ダナーンの闘い 第1章 - 最終章
  - 呪われたアデュー! リュー使い最大の危機!!
  - 覇王大系リューナイト外伝 聖騎士の約束
  - カイオリスへの旅立ち 第1章 - 第4章
- 幕末志士の恋愛事情 〜姫こう夜伽 ひかる君の手〜（高杉晋作）
- 白翼伝（魔透）
- 爆れつハンター Whip3（ハーケン）
- BASTARD!! -暗黒の破壊神-（カル＝ス）
- バス走る。「さくら町停留所」（槇原）
- BUD BOY NACK5ラジメーションCD（川原田透）
- 花帰葬（時雨）
- BALLAD（焚月拓史）
- Barico シリーズ（ゲイリー・ルース）
  - Barico 珈琲円舞曲 -coffee waltz-
  - Barico 子猫狂詩曲 -kitten rhapsody-
  - Barico 銀色行進曲 -silver march-
- はるかぜ戦隊Vフォース（中本数魔）
- はるか遠き国の物語（ラシッド）
- 春を抱いていた8（吉澄直孝）
- PandoraHearts（ザークシーズ＝ブレイク）
- ひぐらしのなく頃に シリーズ（入江京介）
  - ひぐらしのなく頃に 語咄し編3
  - ひぐらしのなく頃に解
  - ひぐらしのなく頃に解 罪滅し編
  - ひぐらしのなく頃に祭「羞晒し編」コミケ限定版
  - ひぐらしのなく頃に解 目明し編
  - ひぐらしのなく頃に 語咄し編
  - ひぐらしのなく頃に コミケCD 2006冬 〜鬼のいぬ間に〜
  - ひぐらしのなく頃に 暇潰し編
  - ひぐらしのなく頃に 祟殺し編
- ひめやかな殉情（三島慈彦）
- 鉱石妖精（白ウサギ）※あづみ冬留オリジナル企画・ドラマCD
- ふしぎ遊戯 シリーズ（鬼宿 / 宿南魏）
  - ふしぎ遊戯
  - ふしぎ遊戯2 朱雀招喚篇
  - ふしぎ遊戯3 神座宝死守編
  - ふしぎ遊戯4 青龍開封編
  - ふしぎ遊戯5 朱宿飛翔編
  - ふしぎ遊戯 永遠我愛
- 二葉狂奏曲（花園葉一）
- ぶちかまし眠り姫（中小田井一平）
- 新世紀GPXサイバーフォーミュラ（ブリード加賀 / 加賀城太郎）
  - アニメイトカセットコレクション 1 - 5
  - 「麗VIEW・一幕」「麗VIEW・二幕」
  - LEGEND OF RACERS 1 - 2
  - PICTURELAND 1、5、6
  - SAGA INSPIRE 1 - 2
  - SAGA ROUND 1、4、5
  - SAGAII ROUND 1、5
  - ブリード加賀VOCAL COLLECTION / ブリード加賀（関俊彦）他
- BLACK CAT アニメイト限定版DVD 特典ドラマCD Vol.4（ロイド＝ゴールドウィン）
- ブリザード・センセーション（本田高弘）
- ぷりんせすARMY シリーズ（羽柴悠也）
- ブルーブレイカー（イナル）
- フレグランステイル（ナデュー）
- 冥王計画ゼオライマー「大冥界」（秋津マサト〈木原マサキ〉）
- フロンティアストーリーズ（ジェスター）
- ベルサイユのばらドラマCD vol.1 -忘れ得ぬ人・オスカル-（ベルナール）
- ポーの一族（グレンスミス）
- ポーの一族 エドガーとアラン篇（ジャン・クリフォード[197]）
- HAUNTEDじゃんくしょん（龍堂和御）
- ぼくの地球を守って（薬師丸未来路）
- 星空のコミックガーデン（服部響）
- 星の旋嵐 銀漣歌（良春）
- 炎の蜃気楼 シリーズ（仰木高耶 / 加瀬賢三 / 兵蔵太〈上杉景虎〉）
  - 最愛のあなたへ
  - この夜に、翼を -NIGHT WING-
  - 鷲よ、誰がために翔ぶ その他懸賞・応募者全員サービスなど
- 炎の転校生 CD SPECIAL〈DX〉（滝沢昇）

ま行
- MARS（吉岡先生）
- 舞-HiME 実録!「裏」風華学園史（神崎黎人）
- 舞-乙HiME ミス・マリアはみてた ガルデローベ秘裏日誌 Vol.2（ラド、レイト）
- MIND SCREEN〜HEVEN〜（久住隆明）
- 魔王シリーズ（夕璃）
  - ずっとあなただけ
  - ウソつきの聖約
  - ワガママな福音
- 魔界学園（壇隼人）
  - 魔界学園I 転校生編
  - 魔界学園II 激闘編
  - 魔界学園III 完結編
- 負け犬シリーズ（中川幹彦）
  - なんでも屋ナンデモアリ
  - 負け犬の食卓
  - 負け犬のなんでも屋
- 真コール!（渡辺隼人）
- マジンカイザー傳（柴田荘司）
- 魔探偵ロキ（闇野竜介）
- まほデミー週番日誌（チェーザレ・アズール・ボルジア）
- 蜜と十字架（エルンスト）
- 無責任艦長タイラー シリーズ（ル・バラバ・ドム）
- 名作文学（笑）ドラマCD 山月記 -世界の中心でアイを叫んだ獣-（袁傪）
- メガブレイド（葛木京矢）
- 覚醒（めざめ）のHERMIT〜覚醒の章〜（近藤幻馬）
- 桃組プラス戦記（凪）
- モンスターメーカー ドラマCD 魔剣デスデリバーを探せ!（エルサイス）

や - わ行
- 闇の末裔（亘理温）
- 雪割りの花（神崎昂）
- ユメミと銀のバラ騎士団（高天宏）
- ラーゼフォン（一色真）
- RAGNAROK 灰色の使者（リロイ・シュヴァルツァー）
- ラストランカー 旅立ちの決意（ダーラン）
- RAGNAROK EX. ベトレイヤー〜裏切りの報酬（リロイ・シュヴァルツァー）
- LOVER BOY LOVER GIRL（佐々木直人）
- LOVE MODE シリーズ（蒼江葵一）
- ラ・ピュセル 光の聖女伝説（クロワ、ダックスフンドン）
- らんま1/2 中国寝崑崙大決戦!掟やぶりの激闘篇!!ドラマ編（ムース）
- レジェンド・オブ・クリスタニア〜はじまりの冒険者たち〜（ナーセル）
- レンテンローズ（ノブ / アカンサス）
- Lord of Fist〜拳王伝〜（フェイ）
- ワールドエンブリオ（唐沢志郎）※コミックス第10・11巻ドラマCD付き特装版[198]
- ワイルドアームズ アドヴァンスド3rd オリジナルドラマ（ジェイナス）
- WILD ADAPTER シリーズ（鵠）
- わたしのお嬢様 ※「メイド服のお嬢様編」下巻に同梱
- われら混線合唱団（納谷愛）

番組・キャラクター関連
- 仮面ライダー電王
  - Double-Action / 野上良太郎＆モモタロス（佐藤健&関俊彦）
    - Perfect-Action -Double-Action Complete Collection-（「Double-Action」「Double-Action モモタロスセリフver.パート2」）

  - Climax Jump DEN-LINER form / モモタロス・ウラタロス・キンタロス・リュウタロス（関俊彦、遊佐浩二、てらそままさき、鈴村健一）
    - Climax Jump DEN-LINER form（『仮面ライダー電王』2ndオープニングテーマ）
    - Climax Jump DEN-LINER form モモ ウラ キン リュウ セリフver.
    - Climax Jump DEN-LINER form モモタロスセリフver.
    - Climax Jump "俺、参上!" Sword Re-mix（初回盤のみ）

  - Double-Action CLIMAX form / モモタロス・ウラタロス・キンタロス・リュウタロス・デネブ（関俊彦、遊佐浩二、てらそままさき、鈴村健一、大塚芳忠）
  - いーじゃん!いーじゃん!スゲーじゃん!?
    - Climax Jump Sword form
    - Climax Jump Sword form（モモタロスセリフVer.）
- アンジェリーク シリーズ
  - アンジェリーク守護聖コレクション9 ルヴァ「ジャスミンの丘」 / ルヴァ（関俊彦）
- SAMURAI DEEPER KYOシリーズ
  - SAMURAI DEEPER KYO キャラクターヴォーカルアルバム「狂奏歌」 / 紅虎（関俊彦）
- 最遊記 シリーズ
  - 最遊記RELOAD SANZO’S SONG COLLECTION / 玄奘三蔵（関俊彦）
- 新世紀GPXサイバーフォーミュラ シリーズ
  - ブリード加賀VOCAL COLLECTION / ブリード加賀（関俊彦）
  - FAITH / ブリード加賀（関俊彦）
- Bビーダマン爆外伝
  - Bビーダマン・ソングス5 くろ盤「俺だけのLONELY〜くろボンのテーマ」 / くろボン（関俊彦）
- BLEACH
  - BLEACH BEAT COLLECTION 4th SESSION:02 浮竹十四郎&志波海燕（石川英郎&関俊彦）
  - ブリコン 〜BLEACH CONCEPT COVERS〜 2（関俊彦 as アーロニーロ・アルルエリ）

子供向け
- いーっぱい!テレビこどものうた（「おすしのピクニック」）
- げんき!だいすき!こどものうた（「このゆびとまれ」「おすしのピクニック」「お〜い!」）
- スーパーベスト アンパンマンたいそう（「おすしのピクニック」「カレーだヒッホッホ」）
- テレビこどものうた 魔法戦隊マジレンジャー（「このゆびとまれ」）
- わくわくベストこどものうた（「おっとっとのオットセイ」「お〜い!」）
- ぴかぴかキッズ こどものうた（「歌舞伎たいそう いざやカブかん！」）
- SAMURAI DEEPER KYO 
  - キャラクターヴォーカルアルバム『狂奏歌』（紅虎）

#### ラジオ・トーク・企画CD
- アンジェリークシリーズ
  - アンジェリーク 帰ってきたRadioトーク1・2
  - アンジェリーク 帰ってきたRadioトーク3 〜日記で一服〜
- エブリバディークリスマス
- おしゃれ（秘）シリーズ
  - おしゃれ（秘）指令 レッツゴー声優大作戦
  - 新おしゃれ（秘）指令 クラブ・ロワイヤル
  - おしゃれ（秘）セッション オムニバス・ラフ
  - 新おしゃれ（秘）セッション2 イリーガル・ブロードキャスト
  - 新おしゃれ（秘）セッション3 フィーリン・グルーヴィ
  - 新おしゃれ（秘）セッション4 プラクティカル・ジョーク
- 面白モーニング・コール・パレード
- オリジナル朗読CD The Time Walkers 8 伊達政宗
- 仮面ライダー電王 ラジオCD「ラジタロス」1
- 月刊男前図鑑シリーズ
  - 月刊男前図鑑 先生編 白盤（考古学の大学教授）
  - 月刊光源氏図鑑 百合編 白百合盤・紅百合盤（ナレーション）
  - 月刊光源氏図鑑 百合編 白百合盤・紅百合盤 2枚同時購入特典「頭の中将のぼやき」（頭の中将）
  - 月刊幕末図鑑 壱 蒼盤（緒方洪庵）
- ここはグリーン・ウッド放送局 DJスペシャル 〜ON AIRバージョン
- バナナフリッターズ CLAIR DE LUNE Vol.1 - 3
- RADIO DJCD [BLEACH "B" STATION] THIRD SEASON VOL.4
- ルビーにくちづけシリーズ
  - ルビーにくちづけ
  - ルビーにくちづけ メモリーズ
  - ルビーにくちづけ「Kiss Station」
  - ルビーにくちづけ「学園ライブラリー」
  - ルビーにくちづけ「Sweet Collection」
  - ルビーにくちづけ出張版 Ruby Special CD
- レジェンド・オブ・クリスタニア 〜はじまりの冒険者たち〜 TRPGサウンドリプレイ完璧版

### 舞台
- 81ドラマティックカンパニー／ドラマティックカンパニー公演（出演及び演出）
  - ビロクシーブルース
  - ザ・ウインズ・オブ・ゴッド
  - スパイ大作戦
  - ルーマーズ
  - ハッピーライド'96（井本春子、中里隆介）
  - 夢の海賊（殿下 / 三宅ツトム）
  - デストラップ（クリフォード・アンダースン）
  - V.S.O.P.安楽兵舎（西崎公平）
  - NEW YORK NEW YOREK（ビンセント・マンシーニ）
  - ねずみ小僧（次郎吉／ねずみ小僧）
  - 陽だまりの樹 〜第一楽章〜（伊武谷万二郎）
  - 仇討（及川孝之進）
  - ラブラブバディボーイ（下沢広美、関山俊夫）
  - 十一ぴきのネコ（にゃん太郎）
  - ハッピーライド'06（川島鈴子・演出）
  - 居残り佐平次 〜次郎長恋の鞘当て〜（佐平次）
  - birthday〜2008（ポチ）他多数
- 81プロデュース公演
  - カリフォルニア・ドリーミン（佐久間）
  - THE ROUDOKU「風の古道（かぜのこどう）」 他多数
- 劇団岸野組公演（客演）
  - 清水港異聞 森の石松 1861（川越の松吉）
  - 三つの時代の物語（武士、玄、ゲンタ）
  - お涼・平六 捕り物絵巻 〜過去から届いた果たし状〜（友吉）
  - 半次とお銀の悪党家業 〜心ならずも人助け？〜（佐吉）
  - 森の石松外伝2〜石松と土佐のよばれたれ〜（若侍 / 坂本龍馬）
  - 裏のうらはオモテ!!
  - 万お仕事承ります お仕事の弐 〜追憶お捜しします〜（尾上十四郎）
  - 森の石松外伝4〜誰かが誰かを狙ってる〜（ゲストシンガーとして出演）
  - 踊る阿呆
  - 森の石松外伝2〜石松と土佐のよばれたれ〜／再演（若侍 / 坂本龍馬）
- 鈴置洋孝プロデュース公演（客演）
  - ムーンリバー（飯塚悟）
  - この素晴らしき世界（ゲスト）
  - 半ぺら二枚肩ポンポコ世話噺 戌の巻[199]
- キャラクターショー
  - きだ版ライダー絵巻 仮面ライダー電王 激突! 電王VS信長（モモタロスの声）
  - きだ版ライダー絵巻 激突! 電キバVS信長（モモタロスの声）
- MASKED RIDER LIVE&SHOW 〜十年祭〜（仮面ライダー電王 ソードフォームの声）
- 仮面ライダーオーズ/OOO スペシャルイベント（モモタロス / 仮面ライダー電王の声）
- 最遊記朗読劇 〜Alive〜（玄奘三蔵）

### ナレーション
- NHK教育 学校デジタル羅針盤（2004.4 - 2006.3）
- NHK教育 ソリトン 野望山馳参寺!（1994.4 - 1995.3）
- NHK教育 天才てれびくんワイド（1998.4 - 2001.3）
- NHK教育 フランス語会話（聖ヴァンサン）（2007）
- テレビ朝日 スシ王子! 番宣番組（2007）

### 人形劇
- NHK人形劇 『人形歴史スペクタクル 平家物語』（1993年-1995年 原作：吉川英治『新・平家物語』）
- NHK教育 こどもにんぎょう劇場 『賢者のおくりもの』（ジム）

### パチンコ・パチスロ
- CR華牌・井出洋介の華麗なる麻雀（翔）
- CR華牌II「ミスター麻雀」小島武夫の戦略（猿渡翔）
- CR南国麻雀（猿渡翔）
- CRバーチャファイター（日守剛）

### 玩具
- COMPLETE SELECTION MODIFICATION DEN-O BELT & K-TAROS（2017年9月） - モモタロス 役

### その他コンテンツ
- アニ店特急 『アニメ店長FIREWAVE出張版 ダブル関、参上！』（パーソナリティ）（雷場竜）
- 学習研究社 CD付き絵本 『あそびうた』
- 仮面ライダー電王 イマジンメチャ盛りかるた（モモタロス）
- 仮面ライダー電王 スペシャルCD イマジンとあそぼう！（小学館『てれびくん』付録）（モモタロス）
- 仮面ライダー電王 COLLECTION DVD イマジンあにめ2 第11話「てるてるリュウタ」脚本
- 小学館 歌と読み聞かせCD付き 『日本の3太郎 桃太郎・金太郎・浦島太郎』
- 小学館 読み聞かせCD付き 『西本鶏介のむかしむかし』
- 白泉社文庫 ここはグリーン・ウッド 第3巻（解説）
- BS-i 恋する日曜日 『魚』（アユ夫）
- プラネタリウム 仮面ライダーキバ＆電王 デンライナー宇宙へ！（モモタロス）
- プラネタリウム 忍たま乱太郎 〜星に誓った友情物語の段〜（土井先生〈土井半助〉）
- 炎の蜃気楼 コバルトときめきテレフォン（仰木高耶〈上杉景虎〉）
- 炎の蜃気楼 デスクトップアクセサリ CD-ROM 〜Mirage of Blaze Digital Collection〜（仰木高耶〈上杉景虎〉）
- ムービック 関俊彦フォト＆エッセイ 『Myself』
- USJアトラクション 『アニメ・セレブレーション』（吉川哲也）
- 日本マクドナルド制作ビデオ教材 『たのしいマクドナルド』（ドナルド・マクドナルド〈歌のみ〉）
- 特別展「顔真卿―王羲之を超えた名筆」（東京国立博物館2019年1月16日-2月24日、音声ガイドポイント解説）
- 最遊記RELOAD -ZEROIN-モデル Zeeny Lights 2コラボレーションイヤフォン 玄奘三蔵デザイン（2022年6月、イヤフォン） - 玄奘三蔵 役
- TRUE WIRELESS STEREO EARPHONES 関俊彦 モデル（2022年12月） - システムボイス[192]

## ディスコグラフィ

### シングル
| 枚  | 発売日        | タイトル         | 規格品番  | 最高位 |
| --- | ------------- | ---------------- | --------- | ------ |
| 1st | 1990年5月23日 | KICKS ON THE WAY | TYDY-5135 |        |

### アルバム
| 名義              | 発売日         | タイトル              | 規格品番   | 最高位 |
| ----------------- | -------------- | --------------------- | ---------- | ------ |
| 関俊彦&佐久間レイ | 1995年10月21日 | シャボン玉ヒッパレ'96 | MECP-30033 |        |

### キャラクターソング
| 発売日   | 商品名                                                                                         | 歌 | 楽曲                                               | 備考                                                                                   |
| 1988年   | 1988年                                                                                         | 1988年 | 1988年                                             | 1988年                                                                                 |
| -------- | ---------------------------------------------------------------------------------------------- | --- | -------------------------------------------------- | -------------------------------------------------------------------------------------- |
| 2月5日   | 赤い光弾ジリオン お洒落倶楽部                                                                  | JJ（関俊彦） | 「強気なSeason」                                   | テレビアニメ『赤い光弾ジリオン』関連曲                                                 |
| 6月21日  | 赤い光弾ジリオン・あぶないMUSIC                                                                | アップル（水谷優子）、チャンプ（井上和彦）、JJ（関 俊彦）                                                                | 「僕に翼を」                                       | テレビアニメ『赤い光弾ジリオン』関連曲                                                 |
| 1989年   |                                                                                                | |                                                    |                                                                                        |
| 7月28日  | ここは、グリーン・ウッド                                                                       | グリーン・ウッドのみなさん（佐々木望、岩田光央、関俊彦、坂本千夏 他）                                                    | 「グリーン・ウッド・カーニバル〜汝の日常を愛せよ」 | 『ここはグリーン・ウッド』シリーズ関連曲                                               |
| 11月21日 | 天空戦記シュラト Soul Lovers Only!                                                             | 修羅王シュラト（関俊彦）                                                                                                 | 「SHINING SOUL （EXTRA Version）」                 | テレビアニメ『天空戦記シュラト』主題歌カバー                                           |
| 1990年   |                                                                                                | |                                                    |                                                                                        |
| 2月5日   | 天空戦記シュラト・曼陀羅華                                                                     | 修羅王シュラト（関俊彦）                                                                                                 | 「青春のファイヤー」                               | テレビアニメ『天空戦記シュラト』関連曲                                                 |
| 9月11日  | YAWARA!恋の一本勝負 オリジナルサウンドトラック                                                 | 松田耕作（関俊彦） | 「GLORIA」                                         | テレビアニメ『YAWARA！』関連曲                                                         |
| 1991年   |                                                                                                | |                                                    |                                                                                        |
| 3月21日  | ぷりんせすARMY ORIGINAL ALBUM                                                                  | 羽柴悠也（関俊彦） | 「エンドラインは必要(いら)ない」                   | ぷりんせすARMYシリーズ関連曲                                                           |
| 6月5日   | ここはグリーン・ウッド FM特番 緑林(GW)お騒がせ!放送局                                          | 池田光流（岩田光央）、手塚忍（関俊彦）                                                                                   | 「あしたの天気」                                   | 『ここはグリーン・ウッド』シリーズ関連曲                                               |
| 10月21日 | ここはグリーン・ウッド 特別試写会 緑林(GW)お騒がせ!劇場                                        | 池田光流（岩田光央）、手塚忍（関俊彦）                                                                                   | 「君といつまで」                                   | 『ここはグリーン・ウッド』シリーズ関連曲                                               |
| 10月21日 | ここはグリーン・ウッド 特別試写会 緑林(GW)お騒がせ!劇場                                        | グリーン・ウッドのみなさん（佐々木望、岩田光央、関俊彦、坂本千夏 他）                                                    | 「グリーン・ウッド・カーニバル2〜部屋番号の歌」    | 『ここはグリーン・ウッド』シリーズ関連曲                                               |
| 10月25日 | 新世紀GPX サイバーフォーミュラ THE 雷舞(LIVE)                                                  | 城之内みき（安達忍）、ブリード加賀（関俊彦）                                                                             | 「Heart And Soul」                                 | テレビアニメ『サイバーフォーミュラ』関連曲                                             |
| 1992年   |                                                                                                | |                                                    |                                                                                        |
| 1月21日  | たとえばこんなラブ ソング LOVE SONG COLLECTION                                                 | 高瀬龍介（関俊彦） | 「僕がそばにいるから」                             | ドラマＣＤ「たとえばこんなラブ ソング」関連曲                                          |
| 1月21日  | 真コール! イメージ・アルバム                                                                   | 渡辺隼人（関俊彦） | 「ホープ：希望のつばさ」                           |                                                                                        |
| 1月22日  | ぷりんせすARMY 2nd そして、始まり…                                                             | 羽柴悠也（関俊彦） | 「海辺のサマーハウス」                             | ぷりんせすARMYシリーズ関連曲                                                           |
| 1月22日  | ぷりんせすARMY 2nd そして、始まり…                                                             | 羽柴悠也（関俊彦）、織田志信（松本保典）                                                                                 | 「紳士協定インターバル」                           | ぷりんせすARMYシリーズ関連曲                                                           |
| 1月22日  | ぷりんせすARMY 2nd そして、始まり…                                                             | 愛田野々香（横山智佐）、羽柴悠也（関俊彦）                                                                               | 「恋人の必修科目」                                 | ぷりんせすARMYシリーズ関連曲                                                           |
| 2月21日  | ぶちかまし眠り姫                                                                               | 中小田井一平（関俊彦）                                                                                                   | 「-OH- ONE NIGHT JOKE」                            |                                                                                        |
| 2月26日  | 新世紀GPXサイバーフォーミュラ ヴォーカルコレクション1                                          | ブリード加賀（関俊彦）                                                                                                   | 「DAYBREAK〜夜を駆け抜けろ」                       | テレビアニメ『サイバーフォーミュラ』関連曲                                             |
| 3月27日  | 炎の闘球児ドッジ弾平 ヒット曲集                                                                | 二階堂大河（関俊彦） | 「SHOOTIN' THE DESTINY」                           | テレビアニメ『炎の闘球児ドッジ弾平』関連曲                                             |
| 6月1日   | ぷりんせすARMY－ウエディング☆COMBAT－                                                          | 羽柴悠也（関俊彦） | 「熱くなれ!ヒートジャンプ!」                       | OVA『ぷりんせすARMY ウェディング★COMBAT』関連曲                                        |
| 6月1日   | ぷりんせすARMY－ウエディング☆COMBAT－                                                          | 愛田野々香（横山智佐）、羽柴悠也（関俊彦）、織田志信（松本保典）、一条一（速水奨）                                       | 「PARTY,PARTY !」                                  | OVA『ぷりんせすARMY ウェディング★COMBAT』関連曲                                        |
| 7月25日  | 新世紀GPXサイバーフォーミュラ 麗View・二幕                                                     | ブリード加賀（関俊彦）                                                                                                   | 「愛はNo Return」                                  | テレビアニメ『サイバーフォーミュラ』関連曲                                             |
| 7月25日  | 新世紀GPXサイバーフォーミュラ 麗View・二幕                                                     | サイバーFRIENDS（金丸淳一、三石琴乃、安達忍、関俊彦、速水奨、緑川光、置鮎龍太郎、島田敏、松岡洋子、富田晃介、小野健一）  | 「Winners」                                        | テレビアニメ『サイバーフォーミュラ』関連曲                                             |
| 8月26日  | 新世紀GPXサイバーフォーミュラ ヴォーカルコレクション2                                          | ブリード加賀（関俊彦）                                                                                                   | 「ENDLESS」                                        | テレビアニメ『サイバーフォーミュラ』関連曲                                             |
| 10月10日 | 間の楔 オリジナル・サウンド・トラック                                                          | リキ（関俊彦） | 「Midnight-Illusion」                              | OVA『間の楔』関連曲                                                                    |
| 11月6日  | ここはグリーン・ウッド〜緑林ミステリー“忍失踪事件!?”                                           | 蓮川一也（佐々木望）、池田光流（岩田光央）、手塚忍（関俊彦）、如月瞬（坂本千夏）                                         | 「桜林の園」                                       | 『ここはグリーン・ウッド』シリーズ関連曲                                               |
| 11月6日  | ここはグリーン・ウッド〜緑林ミステリー“忍失踪事件!?”                                           | グリーン・ウッドのみなさん（佐々木望、岩田光央、関俊彦、坂本千夏 他）                                                    | 「グリーン・ウッド・カーニバル 3 〜近況報告の歌」  | 『ここはグリーン・ウッド』シリーズ関連曲                                               |
| 11月26日 | 新世紀GPXサイバーフォーミュラザ・宴会                                                          | ブリード加賀（関俊彦）                                                                                                   | 「涙が明日を連れてくる」                           | テレビアニメ『サイバーフォーミュラ』関連曲                                             |
| 11月26日 | 新世紀GPXサイバーフォーミュラザ・宴会                                                          | ブリード加賀（関俊彦）、葵今日子（天野由梨）                                                                             | 「大貧民大富豪時代」                               | テレビアニメ『サイバーフォーミュラ』関連曲                                             |
| 11月26日 | 新世紀GPXサイバーフォーミュラザ・宴会                                                          | サイバーFRIENDS（金丸淳一、三石琴乃、安達忍、関俊彦、速水奨、緑川光、置鮎龍太郎、島田敏、松岡洋子、富田晃介、小野健一）  | 「DANCING ON THE MOON」                            | テレビアニメ『サイバーフォーミュラ』関連曲                                             |
| 1993年   |                                                                                                | |                                                    |                                                                                        |
| 1月21日  | ここはグリーン・ウッド 晴れ、ときどき雨やどり                                                  | 池田光流（岩田光央）、手塚忍（関俊彦）                                                                                   | 「雨やどり 〜大きな樹の下で」                      | 『ここはグリーン・ウッド』シリーズ関連曲                                               |
| 1月21日  | ぷりんせすARMYファイナル                                                                       | 羽柴悠也（関俊彦） | 「最後にわらうヤツ」                               | ぷりんせすARMYシリーズ関連曲                                                           |
| 2月25日  | 新世紀GPXサイバーフォーミュラ ヴォーカルコレクション3                                          | ブリード加賀（関俊彦）                                                                                                   | 「ハリケーンGO！GO！」                             | テレビアニメ『サイバーフォーミュラ』関連曲                                             |
| 7月25日  | 新世紀GPXサイバーフォーミュラ SONG FOR WINNERSⅠ                                                | ブリード加賀（関俊彦）                                                                                                   | 「Gain Away」                                      | テレビアニメ『サイバーフォーミュラ』関連曲                                             |
| 8月20日  | ふしぎ遊戯（ＣＤブック）                                                                       | 鬼宿（関俊彦） | 「君を守りたい」                                   |                                                                                        |
| 8月21日  | 祝・復活!裏ここはグリーン・ウッド放送局                                                        | 蓮川一也（佐々木望）、如月瞬（坂本千夏）、池田光流（岩田光央）、手塚忍（関俊彦）                                         | 「友よ」                                           | 『ここはグリーン・ウッド』シリーズ関連曲                                               |
| 9月26日  | 超音速伝説サイバーフォーミュラ LEGEND OF RACERS Ⅰ                                              | ブリード加賀（関俊彦）                                                                                                   | 「DEVIL'S HEAVEN」                                 | テレビアニメ『サイバーフォーミュラ』関連曲                                             |
| 11月24日 | 二葉狂奏曲                                                                                     | 花園葉一（関俊彦） | 「オ・ト・コの花道」 「囁きのアルペジオ」          |                                                                                        |
| 11月26日 | 超音速伝説サイバーフォーミュラ LEGEND OF RACERS Ⅱ RAINY NIGHT                                  | ブリード加賀（関俊彦）                                                                                                   | 「YOU AND I」                                      | テレビアニメ『サイバーフォーミュラ』関連曲                                             |
| 1994年   |                                                                                                | |                                                    |                                                                                        |
| 1月26日  | 「THE 八犬伝〜新章〜」（シングル）                                                             | 犬塚信乃（関俊彦） | 「愛する時と死する時」                             |                                                                                        |
| 5月25日  | 無責任艦長タイラーMUSIC FILE 6 UNPUTENPU                                                       | ル・バラバ・ドム（関俊彦）                                                                                               | 「哀歌」                                           | テレビアニメ『無責任艦長タイラー』関連曲                                               |
| 9月1日   | ふしぎ遊戯2 朱雀召喚篇（CDブック）                                                             | 鬼宿（関俊彦） | 「君にたどる道」                                   |                                                                                        |
| 9月24日  | 新世紀GPＸサイバーフォーミュラ（シングルCD）                                                   | ブリード加賀（関俊彦）                                                                                                   | 「FAITH」 「微笑みの代償」                         | テレビアニメ『サイバーフォーミュラ』関連曲                                             |
| 12月21日 | 無責任艦長タイラーMUSIC FILE 8 ”HYAKKARYOURAN"                                                 | ル・バラバ・ドム（関俊彦）                                                                                               | 「Tough ＆ Rough」                                 | テレビアニメ『無責任艦長タイラー』関連曲                                               |
| 1995年   |                                                                                                | |                                                    |                                                                                        |
| 3月20日  | ふしぎ遊戯3 神座宝死守篇 （CDブック）                                                          | 鬼宿（関俊彦）、夕城美朱（日髙のり子）                                                                                   | 「星の音色」                                       |                                                                                        |
| 8月20日  | ふしぎ遊戯4 青龍開封篇 （CDブック）                                                            | 鬼宿（関俊彦） | 「永遠の光」                                       |                                                                                        |
| 12月20日 | ふしぎ遊戯5 朱雀飛翔篇 （CDブック）                                                            | 鬼宿（関俊彦）、夕城美朱（日髙のり子）                                                                                   | 「全てに我愛你」                                   |                                                                                        |
| 12月21日 | ヴォイス・フロム・エメラルドドラゴン                                                           | アトルシャン（関俊彦）                                                                                                   | 「アトルシャン」                                   | ゲーム「エメラルドドラゴン」関連曲                                                     |
| 1996年   |                                                                                                | |                                                    |                                                                                        |
| 3月25日  | アンジェリーク FALLIN' LOVE                                                                    | ルヴァ（関 俊彦） | 「永遠への道（シルクロード）」                     | ゲーム『アンジェリーク』関連曲                                                         |
| 7月20日  | ふしぎ遊戯6 永遠我愛你篇 （CDブック）                                                          | 鬼宿（関俊彦）、翼宿（矢尾一樹）                                                                                         | 「足あとに開く花」                                 |                                                                                        |
| 7月20日  | ふしぎ遊戯6 永遠我愛你篇 （CDブック）                                                          | 鬼宿（関俊彦）、夕城美朱（日髙のり子）                                                                                   | 「ふたりだけ」                                     |                                                                                        |
| 9月26日  | アンジェリーク SOIREE（ソワレ）                                                                | ルヴァ（関 俊彦） | 「空曜日」                                         | ゲーム『アンジェリーク』関連曲                                                         |
| 1997年   |                                                                                                | |                                                    |                                                                                        |
| 4月9日   | アンジェリーク 守護聖コレクション9                                                             | ルヴァ（関 俊彦） | 「ジャスミンの丘」                                 | ゲーム『アンジェリーク』関連曲                                                         |
| 6月21日  | 新世紀GPXサイバーフォーミュラSAGA キャラクターズ・イメージソング＆サウンド・シアター INSPIRE Ⅰ | ブリード加賀（関俊彦）                                                                                                   | 「Lost Paradise」                                  | テレビアニメ『サイバーフォーミュラ』関連曲                                             |
| 12月2日  | アンジェリーク Sing&Talk 〜Harmonia〜                                                          | 神鳥の守護聖の皆様（速水奨、塩沢兼人、堀内賢雄、飛田展男、林延年、岩田光央、結城比呂、子安武人、関俊彦）                 | 「君は独りじゃない」                               | ゲーム『アンジェリーク』関連曲                                                         |
| 1998年   |                                                                                                | |                                                    |                                                                                        |
| 2月1日   | アンジェリーク KISS KISS KISS                                                                  | ルヴァ（関俊彦）、リュミエール（飛田展男）                                                                               | 「三人のテーブル 〜Sweet Flower Garden〜」         | ゲーム『アンジェリーク』関連曲                                                         |
| 4月21日  | 「Bビーダマン爆外伝」〜Bビーダマン・ソングス5 くろ盤                                           | くろボン（関俊彦） | 「俺だけのlonely〜くろボンのテーマ〜」             |                                                                                        |
| 12月2日  | アンジェリーク 〜White Dream〜                                                                 | クラヴィス（塩沢兼人）、ルヴァ（関俊彦）、リュミエール（飛田展男）、セイラン（岩永哲哉）                                 | 「永遠の鐘が鳴る」                                 | ゲーム『アンジェリーク』関連曲                                                         |
| 12月18日 | スーパーロボット大戦 鋼のコクピット                                                            | アーウィン=ドースティン（関俊彦）                                                                                        | 「 軌道(アーウィン=ドースティンのテーマ)」         |                                                                                        |
| 1999年   |                                                                                                | |                                                    |                                                                                        |
| 3月5日   | 新機動戦記ガンダムW BLIND TARGET1                                                              | デュオ・マックスウェル（関俊彦）                                                                                         | 「It’s so all right！」                            |                                                                                        |
| 3月5日   | 新機動戦記ガンダムW OPERATION2                                                                 | デュオ・マックスウェル（関俊彦）                                                                                         | 「GOOD LICK & GOOD BYE」                           |                                                                                        |
| 3月5日   | 新機動戦記ガンダムW OPERATION3                                                                 | デュオ・マックスウェル（関俊彦）                                                                                         | 「きっとOK」                                       |                                                                                        |
| 3月5日   | 新機動戦記ガンダムW OPERATION4                                                                 | デュオ・マックスウェル（関俊彦）                                                                                         | 「WILD WING」                                      |                                                                                        |
| 2000年   |                                                                                                | |                                                    |                                                                                        |
| 5月24日  | 世紀末☆ダーリン ヴォーカルコレクション                                                         | 等々力耕平（関俊彦） | 「amore〜アモーレ」                                |                                                                                        |
| 5月24日  | 世紀末☆ダーリン ヴォーカルコレクション                                                         | 等々力耕平（関俊彦）、板橋猛（菊池正美）                                                                                 | 「on the LINE」                                    |                                                                                        |
| 7月12日  | アンジェリーク 永遠のヴァカンス Vol.2〜La Foret〜                                              | ルヴァ（関 俊彦） | 「終わらないHigh Noon」                            | ゲーム『アンジェリーク』関連曲                                                         |
| 2002年   |                                                                                                | |                                                    |                                                                                        |
| 1月19日  | 劇場版 幻想魔伝最遊記 Requiem キャラクターソングミニアルバム four songs                        | 玄奘三蔵（関 俊彦） | 「Solitude」                                       |                                                                                        |
| 5月10日  | 幻想魔伝 最遊記 -VOCAL ALBUM Vol.1-                                                            | 玄奘三蔵（関 俊彦） | 「GAME」                                           | アニメ『最遊記』関連曲                                                                 |
| 5月10日  | 幻想魔伝 最遊記 -VOCAL ALBUM Vol.1-                                                            | 玄奘三蔵（関 俊彦）、沙悟浄（平田広明）                                                                                  | 「bad friends」                                    | アニメ『最遊記』関連曲                                                                 |
| 5月10日  | 幻想魔伝 最遊記 -VOCAL ALBUM Vol.1-                                                            | 玄奘三蔵（関 俊彦）、孫悟空（保志総一朗）、沙悟浄（平田広明）                                                            | 「Junk Boys」 「blow winds」                       | アニメ『最遊記』関連曲                                                                 |
| 12月18日 | アンジェリーク 〜LOVE CALL〜                                                                   | ジュリアス（速水奨）、クラヴィス（田中秀幸）、ルヴァ（関 俊彦）                                                          | 「耳を澄まして」                                   | ゲーム『アンジェリーク』関連曲                                                         |
| 12月25日 | SAMURAI DEEPER KYO CHARACTER VOCAL ALBUM 狂奏歌                                                | 紅虎（関俊彦） | 「生直肝要之事」                                   |                                                                                        |
| 2003年   |                                                                                                | |                                                    |                                                                                        |
| 1月24日  | 幻想魔伝 最遊記 -VOCAL ALBUM Vol.2-                                                            | 玄奘三蔵（関 俊彦） | 「The clouds break.」                              | アニメ『最遊記』関連曲                                                                 |
| 1月24日  | 幻想魔伝 最遊記 -VOCAL ALBUM Vol.2-                                                            | 玄奘三蔵（関 俊彦）、孫悟空（保志総一朗）                                                                                | 「TREASURE」                                       | アニメ『最遊記』関連曲                                                                 |
| 1月24日  | 幻想魔伝 最遊記 -VOCAL ALBUM Vol.2-                                                            | 玄奘三蔵（関 俊彦）、孫悟空（保志総一朗）、沙悟浄（平田広明）                                                            | 「Go to the west」 「Freedom」                     | アニメ『最遊記』関連曲                                                                 |
| 3月19日  | アンジェリーク Cherry Blossom〜 from Twinコレクション 〜                                       | ルヴァ（関 俊彦） | 「市場にて」                                       | ゲーム『アンジェリーク』関連曲                                                         |
| 8月22日  | 幻想魔伝 最遊記 -VOCAL ALBUM Vol.3-                                                            | 玄奘三蔵（関 俊彦） | 「shangri-La」                                     | アニメ『最遊記』関連曲                                                                 |
| 8月22日  | 幻想魔伝 最遊記 -VOCAL ALBUM Vol.3-                                                            | 玄奘三蔵（関 俊彦）、孫悟空（保志総一朗）、沙悟浄（平田広明）                                                            | 「The way to paradise」                            | アニメ『最遊記』関連曲                                                                 |
| 2004年   |                                                                                                | |                                                    |                                                                                        |
| 2月25日  | アンジェリークエトワール GREEN                                                                 | ルヴァ（関 俊彦） | 「Flower Shower 〜さよならの花〜」                 | ゲーム『アンジェリーク』関連曲                                                         |
| 7月7日   | Super Stylish Doctors Songs Seven Vitamins                                                     | バウム・クーテヘン教授（関俊彦）                                                                                         | 「疾走」                                           | SSDSシリーズ関連曲                                                                     |
| 7月23日  | 最遊記RELOAD/ボーカルアルバム1                                                                 | 玄奘三蔵（関 俊彦） | 「trigger」                                        | アニメ『最遊記』関連曲                                                                 |
| 7月23日  | 最遊記RELOAD/ボーカルアルバム1                                                                 | 玄奘三蔵（関 俊彦）、孫悟空（保志総一朗）、沙悟浄（平田広明）                                                            | 「waymarks」                                       | アニメ『最遊記』関連曲                                                                 |
| 11月25日 | 最遊記RELOAD/ボーカルアルバム2                                                                 | 玄奘三蔵（関 俊彦） | 「preparation」                                    | アニメ『最遊記』関連曲                                                                 |
| 11月25日 | 最遊記RELOAD/ボーカルアルバム2                                                                 | 玄奘三蔵（関 俊彦）、孫悟空（保志総一朗）、沙悟浄（平田広明）                                                            | 「destination」                                    | アニメ『最遊記』関連曲                                                                 |
| 2005年   |                                                                                                | |                                                    |                                                                                        |
| 1月26日  | 「吟遊黙示録マイネリーベ」オリジナルサントラ＆ボーカル                                         | ルードヴィッヒ（関 俊彦）                                                                                                | 「ナ･ミ･ダ」                                       |                                                                                        |
| 3月9日   | アンジェリークエトワール 花のシャングリ・ラ                                                    | ルヴァ（関俊彦）、ヴィクトール（立木文彦）                                                                               | 「希望の橋」                                       | ゲーム『アンジェリーク』関連曲                                                         |
| 12月21日 | Super Stylish Doctors Songs2 Ten Supplements                                                   | バウム・クーテヘン教授（関俊彦）                                                                                         | 「夢に見た楽園」                                   | SSDSシリーズ関連曲                                                                     |
| 2006年   |                                                                                                | |                                                    |                                                                                        |
| 4月19日  | アンジェリーク 〜Dear My Angel〜                                                               | ルヴァ（関 俊彦） | 「悠久の物語」                                     | ゲーム『アンジェリーク』関連曲                                                         |
| 7月21日  | 『最遊記RELOAD GUNLOCK』ボーカルアルバム1                                                      | 玄奘三蔵（関 俊彦） | 「dayfly」                                         | アニメ『最遊記』関連曲                                                                 |
| 7月21日  | 『最遊記RELOAD GUNLOCK』ボーカルアルバム1                                                      | 玄奘三蔵（関 俊彦）、孫悟空（保志総一朗）、沙悟浄（平田広明）                                                            | 「some day」                                       | アニメ『最遊記』関連曲                                                                 |
| 8月9日   | 『恋する天使アンジェリーク〜心のめざめる時〜』 キャラクターソング VOL.4 ルヴァ                 | ルヴァ（関 俊彦） | 「サウダージ 〜郷愁〜」                            | テレビアニメ『恋する天使アンジェリーク 』関連曲                                        |
| 10月25日 | 吟遊黙示録 マイネリーベ wieder character CD Ludwig                                             | ルードヴィッヒ（関 俊彦）                                                                                                | 「革命」 「Apollon」                               |                                                                                        |
| 2007年   |                                                                                                | |                                                    |                                                                                        |
| 4月4日   | 仮面ライダー電王 Double-Action（シングル）                                                     | 野上良太郎（佐藤健）、モモタロス（関 俊彦）                                                                              | Double-Action                                      |                                                                                        |
| 5月23日  | シングルCD「shiny moon」                                                                       | 玄奘三蔵（関 俊彦）、孫悟空（保志総一朗）、沙悟浄（平田広明）                                                            | 「shiny moon」                                     | アニメ『最遊記』関連曲                                                                 |
| 5月25日  | 少年陰陽師 キャラクターソング 花鳥風月〜白夜〜                                                 | 藤原行成（関 俊彦） | 「美し都」                                         |                                                                                        |
| 6月22日  | 最遊記RELOAD GUNLOCK ボーカルアルバム2                                                         | 玄奘三蔵（関 俊彦） | 「Rain」                                           | アニメ『最遊記』関連曲                                                                 |
| 6月22日  | 最遊記RELOAD GUNLOCK ボーカルアルバム2                                                         | 玄奘三蔵（関 俊彦）、孫悟空（保志総一朗）、沙悟浄（平田広明）                                                            | 「Moon」                                           | アニメ『最遊記』関連曲                                                                 |
| 7月25日  | OVA 最遊記 RELOAD-burial- 第壱巻スペシャルエディション特典CD                                   | 玄奘三蔵（関 俊彦） | 「Nightmare」                                      |                                                                                        |
| 8月1日   | 仮面ライダー電王 PERFECT-ACTION -DUBLE-ACTION COMPLETE COLLECTION-                             | 野上良太郎（佐藤健）、モモタロス（関 俊彦）                                                                              | 「Double-Action Bonus form」                       |                                                                                        |
| 10月1日  | Super Stylish Doctors Songs 3 eight beating                                                    | Dr.HAYAMI（速水奨）、バウム・クーテヘン教授（関俊彦）                                                                    | 「未来の鼓動」                                     | SSDSシリーズ関連曲                                                                     |
| 10月24日 | 最遊記RELOAD Sanzo's Song Collection                                                           | 玄奘三蔵（関 俊彦） | 「call」 「cakra〜チャクラ〜」                     |                                                                                        |
| 12月19日 | 仮面ライダー電王 Climax Jump DEN-LINER form                                                    | モモタロス（関俊彦）、ウラタロス（遊佐浩二）、キンタロス（てらそままさき）、リュウタロス（鈴村健一）                     | 「Climax Jump DEN-LINER form」                     |                                                                                        |
| 2008年   |                                                                                                | |                                                    |                                                                                        |
| 4月16日  | 仮面ライダー電王 Double-Action CLIMAX form                                                     | モモタロス（関俊彦）、ウラタロス（遊佐浩二）、キンタロス（てらそままさき）、リュウタロス（鈴村健一）、デネブ（大塚芳忠） | 「Double-Action CLIMAX form」                      |                                                                                        |
| 7月16日  | ブリーチ・ビート・コレクション 4th SESSION:02 浮竹十四郎&志波海燕                              | 志波海燕（関俊彦） | 「木漏れ日」                                       | テレビアニメ『BLEACH』関連曲                                                           |
| 7月16日  | ブリーチ・ビート・コレクション 4th SESSION:02 浮竹十四郎&志波海燕                              | 浮竹十四郎（石川英郎）、志波海燕（関俊彦）                                                                               | 「風〜命と誇り〜」                                 | テレビアニメ『BLEACH』関連曲                                                           |
| 8月15日  | 「ひぐらしのなく頃に解」Character CD〜入江たちの逆襲〜                                         | 入江京介（関俊彦） | 「HEAVEN's Door」                                  | テレビアニメ『ひぐらしのなく頃に 』関連曲                                              |
| 10月1日  | 仮面ライダー電王 いーじゃん!いーじゃん!スゲーじゃん!?                                          | モモタロス（関俊彦） | 「Climax Jump Sword form」                         |                                                                                        |
| 10月     | 星空のコミックガーデン キャラクターCD vol.1 POP Caramel                                        | 服部響（関俊彦） | 「キミトフタリデ」                                 | ゲーム購入者特典ＣＤ                                                                   |
| 10月     | 星空のコミックガーデン キャラクターCD vol.1 POP Caramel                                        | 服部響（関俊彦）＆カスティス恭一（柿原徹也）                                                                             | 「PUZZLE」                                         | ゲーム購入者特典ＣＤ                                                                   |
| 2009年   |                                                                                                | |                                                    |                                                                                        |
| 10月10日 | S.S.D.S.キャラクターソング 愛の熱唱シリーズ Vol.1「Yumi-Bam」                                  | バウム・クーテヘン教授（関俊彦）                                                                                         | 「mi corazon〜誓いの薔薇〜」                       | SSDSシリーズ関連曲                                                                     |
| 12月9日  | 「ネオロマンス♥クリスマス 〜聖夜にラブソングを〜」                                             | ルヴァ（関俊彦）、サザキ（関智一）、月森蓮（谷山紀章）、ジェイド（小野坂昌也）                                           | 「HOLY SNOW」                                      |                                                                                        |
| 2011年   |                                                                                                | |                                                    |                                                                                        |
| 11月25日 | OVA「最遊記外伝」 萌芽の章 リミテッドエディション特典CD                                        | 金蝉童子（関 俊彦） | 「glitter」                                        | アニメ『最遊記』関連曲                                                                 |
| 12月14日 | ブリコン 〜BLEACH CONCEPT COVERS〜 2                                                           | アーロニーロ・アルルエリ（関俊彦）                                                                                       | 「さくらびと」                                     | テレビアニメ『BLEACH』関連曲                                                           |
| 2012年   |                                                                                                | |                                                    |                                                                                        |
| 8月22日  | 「HUNTER×HUNTER」キャラクターソング集〜天空闘技場編〜                                          | ズシ(寺崎裕香)feat.ウィング（関俊彦）                                                                                    | 「押忍!修行っす」                                  |                                                                                        |
| 2013年   |                                                                                                | |                                                    |                                                                                        |
| 3月14日  | オジサマ専科キャラクターソングシリーズvol.2 刈谷敦「今夜はダンシングナイト」                   | 刈谷敦（関俊彦） | 「今夜はダンシングナイト」                         |                                                                                        |
| 4月26日  | OVA「最遊記外伝」特別篇 香花の章 リミテッドエディション 特典CD                                 | 金蝉童子（関俊彦）、悟空（保志総一朗）                                                                                   | 「桜花」                                           | アニメ『最遊記』関連曲                                                                 |
| 9月27日  | キャラクターCD 最遊記〜玄奘三蔵〜                                                              | 玄奘三蔵（関俊彦） | 「SHOOTS」                                         | アニメ『最遊記』関連曲                                                                 |
| 2014年   |                                                                                                | |                                                    |                                                                                        |
| 3月26日  | S.S.D.S〜Super Stylish Doctors Story〜 Vocal Album Romantic Pulse                              | バウム・クーテヘン教授（関俊彦）                                                                                         | 「re:build」                                       | SSDSシリーズ関連曲                                                                     |
| 2016年   |                                                                                                | |                                                    |                                                                                        |
| 2月7日   | ネオロマンス・フェスタ アンジェリーク ルトゥール イベント限定CD                                | ルヴァ（関 俊彦） | 「明日咲く花」                                     | ゲーム『アンジェリーク』関連曲                                                         |
| 2018年   |                                                                                                | |                                                    |                                                                                        |
| 6月16日  | 妖怪アパートの幽雅な日常DVD-BOX Vol.4 特典CD                                                   | 千晶直巳（関俊彦） | 「GLAMOROUS PERFUME」 「STAY BY MY SIDE」          | テレビアニメ「妖怪アパートの幽雅な日常」劇中歌                                         |
| 2020年   |                                                                                                | |                                                    |                                                                                        |
| 12月23日 | 新世紀GPXサイバーフォーミュラSOUND TOURS -ROUND 3- Never Ever Give Up!                         | ブリード加賀（関俊彦）                                                                                                   | 「Never Ever Give Up!」                            | テレビアニメ『サイバーフォーミュラ』関連曲                                             |
| 2025年   |                                                                                                | |                                                    |                                                                                        |
| 8月20日  | 『KING OF PRISM-Your Endless Call-み〜んなきらめけ！プリズム☆ツアーズ』Song Collection         | 氷室聖（関俊彦） | 「Get Wild」                                       | 劇場アニメ『KING OF PRISM-Your Endless Call-み〜んなきらめけ!プリズム☆ツアーズ』挿入歌 |

### その他参加作品
| 発売日         | 商品名                                            | 歌                                                                             | 楽曲                              | 備考                                   |
| -------------- | ------------------------------------------------- | ------------------------------------------------------------------------------ | --------------------------------- | -------------------------------------- |
| 1990年2月5日   | 天空戦記シュラト・曼陀羅華                        | 水谷優子、林原めぐみ、井上和彦、島本須美、関俊彦、山寺宏一、堀内賢雄、子安武人 | 「光ある世界へ」                  | テレビアニメ『天空戦記シュラト』関連曲 |
| 1990年3月1日   | Present 声優コレクションVol.0                     | 関俊彦                                                                         | 「マシュマロ・ハプニング」        |                                        |
| 1990年3月1日   | Present 声優コレクションVol.0                     | 伊倉一惠、神谷明、関俊彦、富永み〜な                                           | 「One Day」                       |                                        |
| 1990年3月1日   | Present 声優コレクションVol.0                     | 伊倉一惠、井上和彦、神谷明、草尾毅、子安武人、関俊彦、富永み〜な、松本保典     | 「Present〜青き惑星をサカナに〜」 |                                        |
| 1990年11月21日 | EVERYBODY'S CHRISTMAS                             | 関俊彦                                                                         | 「MISS MYSTERY」                  |                                        |
| 1990年12月1日  | See You 声優コレクションふぁいなる                | 関俊彦                                                                         | 「See You Again」                 |                                        |
| 1991年7月21日  | 炎の転校生 CD SPECIAL                             | 関俊彦                                                                         | 「炎の転校生」                    | OVA「炎の転校生」オープニング・テーマ  |
| 1991年7月21日  | 聖神伝記エクステリア・ミュージック・アルバム      | 関俊彦                                                                         | 「鼓動」 「想う心」               | ゲーム「聖神伝記エクステリア」関連曲   |
| 1991年10月25日 | 新おしゃれマル秘指令クラブ・ロワイヤル            | 関俊彦                                                                         | 「俺のナイス・デイ」              |                                        |
| 1992年5月21日  | 魔界学園Ⅲ                                         | 関俊彦                                                                         | 「忘れかけてた色彩」              | ドラマCD「魔界学園III 完結編」収録曲   |
| 1992年6月25日  | バビル2世 オリジナル・サウンド・トラックII        | 関俊彦                                                                         | 「Pride of Rose」                 |                                        |
| 1999年5月21日  | クラッシャーズ Knight &Run                        | 関俊彦                                                                         | 「Look of Love」                  |                                        |
| 2000年10月25日 | クラッシャーズ Knight &Run2〜海に眠る夢〜         | 関俊彦                                                                         | 「Flowers」                       |                                        |
| 2001年12月19日 | アニメ店長 SONG ALBUM 有頂天!!                    | 関俊彦                                                                         | 「Thunder Respect」               |                                        |
| 2011年5月19日  | 真・週刊コミックTV+ コミソンCD 81プロデュースVer. | 関俊彦                                                                         | 「くそったれの涙」                |                                        |